# Tischtennis

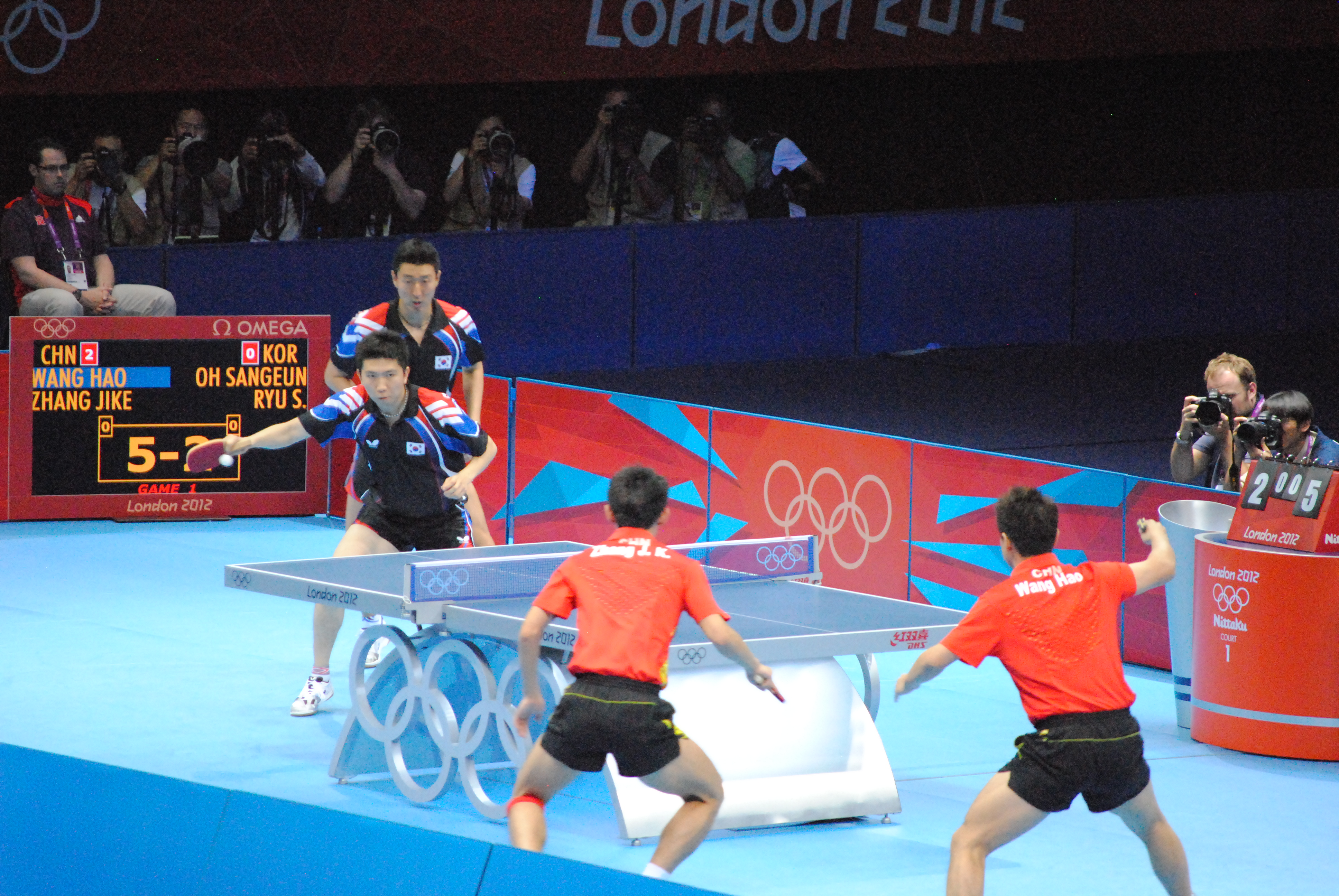
Olympisches Herren-Doppel-Finale in London (2012)

Tischtennis ist eine gegen Ende des 19. Jahrhunderts in England entstandene Ballsportart. Es handelt sich um eine Rückschlagsportart.
Zur Ausübung wird ein mattgrüner oder mattblauer, gegebenenfalls auch schwarzer Tischtennistisch mit Netzgarnitur, ein mattweißer oder (eher selten) mattoranger Ball aus Kunststoff (früher Zelluloid) mit einem vorgeschriebenen Durchmesser von 40 mm sowie pro Spieler ein Tischtennisschläger mit schwarz-roten Belägen (seit Oktober 2021 auch grün, pink, hellblau oder violett, dabei muss die eine Seite aber schwarz sein) benötigt. Der Schläger wird zumeist im Shakehand-Griff gehalten, vor allem in Asien ist zudem der Penholder-Stil verbreitet. Bei Wettkämpfen wird im Einzel, Doppel und Mixed gespielt. Ein Satz endet, sobald ein Spieler elf Punkte erzielt hat und mit mindestens zwei Punkten Vorsprung führt. Jeder Spieler hat zwei Aufschläge hintereinander, danach wechselt das Aufschlagsrecht. Ein Spiel geht im regulären Punktspielbetrieb über drei Gewinnsätze („Best-of-Five“), bei großen Turnieren wird über vier Gewinnsätze („Best-of-Seven“) gespielt.
Wichtigste Turniere neben den Olympischen Spielen und den ein- bis zweijährlich stattfindenden Kontinental- (z. B. Europa-) und Weltmeisterschaften sind der World Cup, die World Tour Grand Finals und die World-Cup-Qualifikationsturniere wie das europäische Ranglistenturnier Europe-Top-16. Tischtennis gilt – bezogen auf die Zeit zwischen zwei Ballkontakten – als schnellste Rückschlagsportart der Welt.

## Geschichte
Eine Frühform des Tischtennis wurde erstmals 1874 in England gespielt, als der britische Major Walter Clopton Wingfield das dem Tischtennis zugrunde liegende Sportspiel „Sphairistike“ (griechisch: „Lass uns spielen“) bekannt machte. Wie viele andere Sportarten trat Tischtennis zunächst als gesellige Unterhaltung in Erscheinung. Das Spiel entwickelte sich aus dem „normalen“ Tennis und wurde vorwiegend vom englischen Adel im Freien gespielt. Man verwendete einen Gummiball mit Flanellüberzug oder eine Kugel aus Kork. Alsbald benannte man das Spiel in Lawn Tennis (Rasentennis) um. Wegen des berüchtigten englischen Regenwetters verlegte man das Spiel schließlich in die Wohnung und benutzte Tische als Tennisfeld. Eine Schnur diente als „Netz“, als Schläger nahm man Federballschläger, Bücher oder Bratpfannen. Folgerichtig benannte man das Spiel wieder um, es hieß nun Raumtennis und gilt als eigentliche Geburtsstunde des Tischtennis. 1875 veröffentlichte der englische Ingenieur James Gibb die ersten Spielregeln.

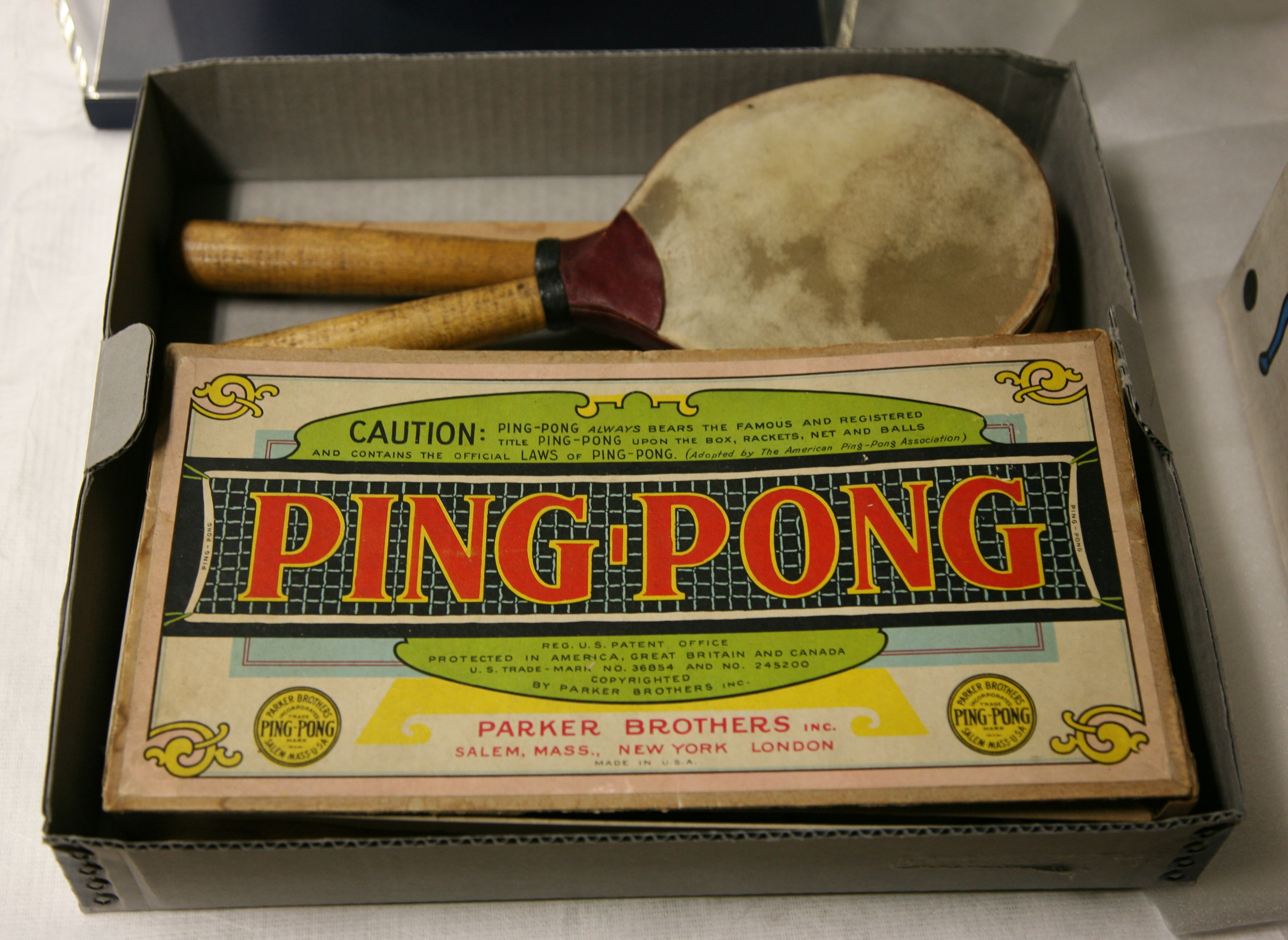
Ping-Pong-Set der Parker Bros.

 1891 brachte James Gibb von einer Geschäftsreise aus den USA bunte Zelluloid-Bälle mit. Verschiedene Hersteller kreierten Namen wie Gossima, Ping-Pong, Whiff Whaff, Flim Flam und schließlich Table Tennis. Die noch in vielen Ländern umgangssprachliche, an Ballgeräusche erinnernde Bezeichnung „Ping-Pong“ wurde 1901 vom Spielehersteller Parker Brothers gekauft, als Handelsmarke eingetragen und darf seither bei Wettkämpfen oder im Handel nicht mehr frei verwendet werden.
In Ungarn fand 1897 die erste nationale Meisterschaft statt. Um 1899 gelangte eine vereinfachte Variante nach Japan und anschließend nach China, Korea und Hongkong. In China avancierte Tischtennis unter dem offiziellen Namen „Ping Pong Ball“ zum unumstrittenen Volkssport Nr. 1 mit mittlerweile über zehn Millionen aktiven Vereinsspielern. 1900 gab es ein Ping-Pong-Café  am Viktoria-Luise-Platz in Berlin, 1901 fand in Hamburg-Uhlenhorst das erste Turnier auf deutschem Boden statt und 1902 wurde die Berliner Tennis- und Ping-Pong-Gesellschaft Borussia (heute: Tennis Borussia Berlin) gegründet.
1900 wurde in England der erste Tischtennisverein gegründet. 1901 wurde in England die nationale Ping Pong Association gegründet. Der Verband führte eine revolutionäre Neuerung ein, indem er den modernen Aufschlag erfand, bei dem der Ball zuerst auf der eigenen Hälfte des Tischtennistisches aufkommen muss. Der Grund für diese Änderung war, dass es für die Schiedsrichter immer schwieriger wurde zu beurteilen, ob ein Aufschlag regulär war oder nicht. Aufgrund der fehlenden Namensrechte am „Ping Pong“ wurde der Verband 1904 wieder aufgelöst. 1902 erfand E. C. Goode einen Gummibelag mit Noppen. Ebenfalls 1902 stellte der englische Schreibmaschinenvertreter und begeisterte Tischtennisspieler Edward Shires das Spiel in Wien und Budapest vor.

Erstes internationales Ping-Pong-Turnier (1902)

Das erste internationale Ping-Pong-Turnier wurde im März 1902 in Wien ausgetragen. Es dauerte drei Tage und wurde – wie die Wiener Wochenzeitung Das interessante Blatt berichtete – besonders von der Damenwelt stark besucht. Abweichend von den üblichen Maßen – 274 cm × 152,5 cm – wurden bei diesem Turnier kleinere Tische mit einer Länge von 184 cm und einer Breite von 92 cm verwendet. Über die Mitte des Tisches war ein Netz in einer Höhe von mindestens 15 Zentimetern bis zu maximal 20 Zentimetern zu spannen. Seitenflügel am Netz waren erlaubt, jedoch mussten diese außen an den Netzpfosten befestigt werden, sodass sie das Netz an beiden Seiten verlängerten und dadurch verhinderten, dass der Ball um die Netzpfosten herum geschlagen werden konnte. Nach den Turniervorschriften musste der bespielte Tisch an allen Seiten frei stehen und es durfte über ihm kein Kronleuchter hängen, da dieser – wie in den Spielregeln erläutert wurde – sonst Gefahr laufen würde, vom Ball getroffen zu werden. Den Sieg bei den Herren holte sich Edward Shires, den ersten Preis bei den Damen gewann Grete Pietrzikowski.

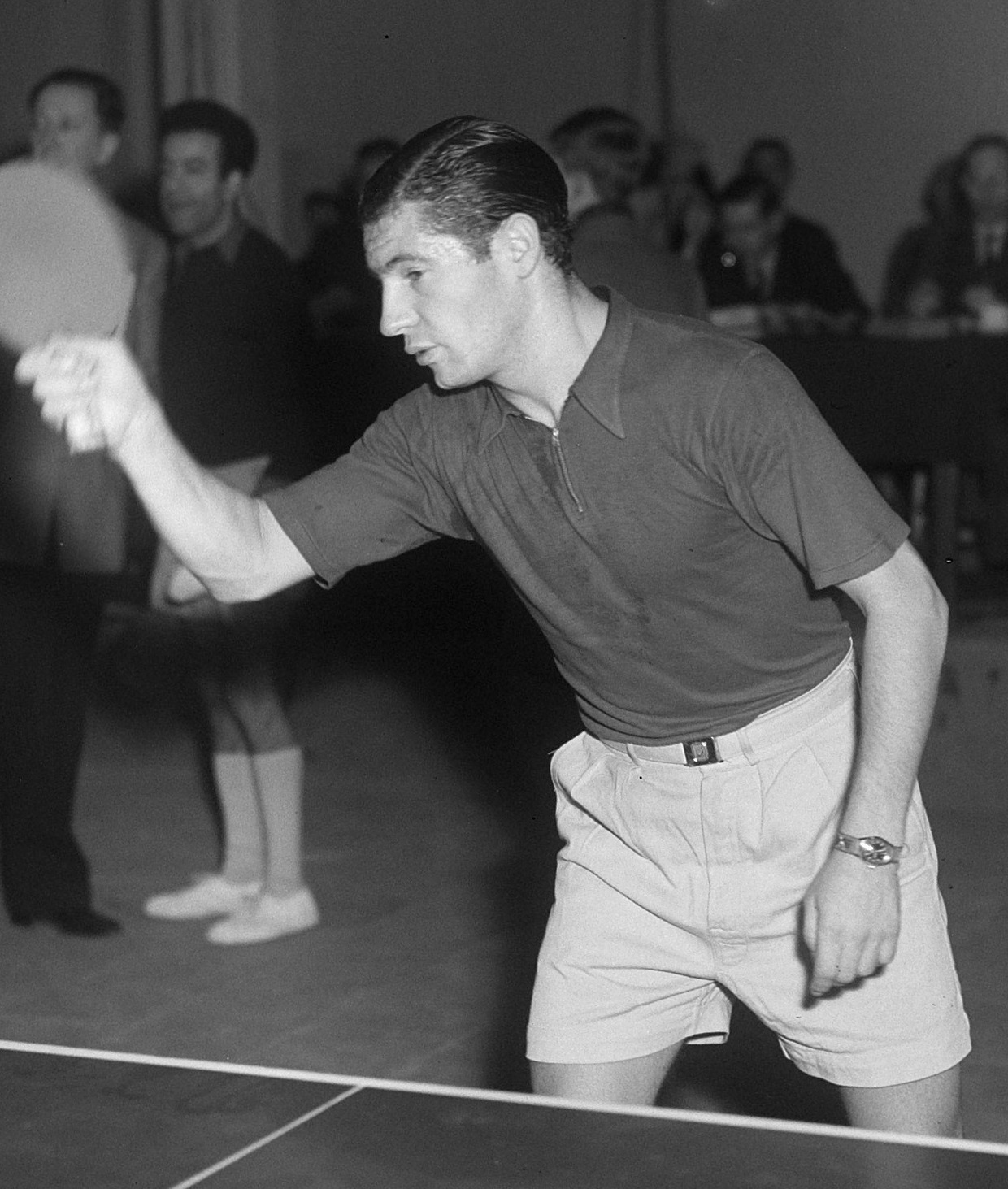
Richard Bergmann (1950)

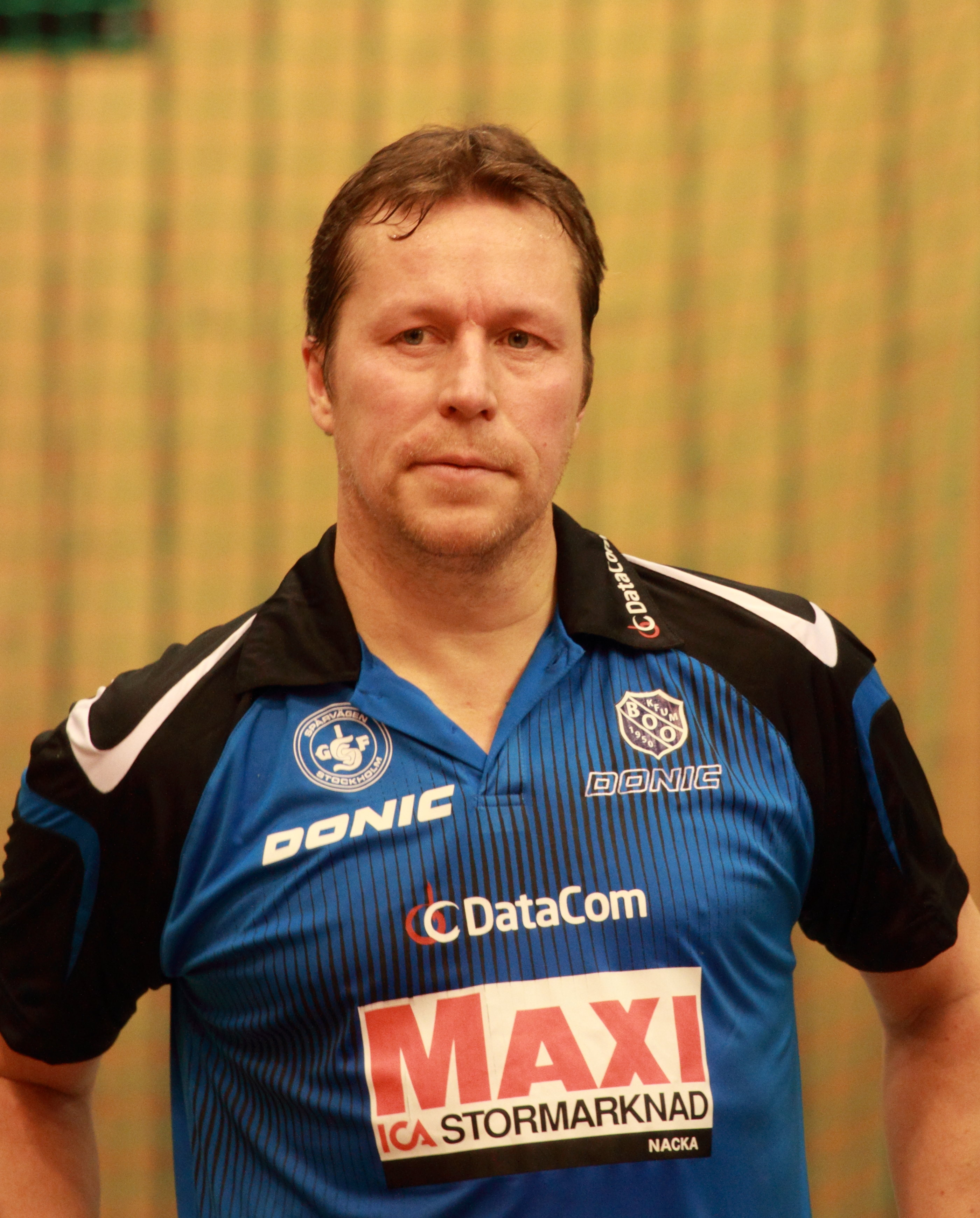
Jan-Ove Waldner (2012)

Nach dem Ersten Weltkrieg entwickelte sich die modische Freizeitbeschäftigung Ping-Pong zum Wettkampfsport Tischtennis. Der Wettbewerbsschwerpunkt verlagerte sich auf Mittel- und Osteuropa. Bis in die 1950er Jahre galt Tischtennis in Europa und den USA als „jüdischer Sport“, da jüdische Funktionäre und Spieler maßgeblichen Einfluss auf die Entwicklung und Verbreitung des wettkampforientierten Tischtennissports hatten. So war der deutsch-jüdische Sportfunktionär Georg Lehmann von 1925 bis 1929 Mitbegründer und erster Präsident des Deutschen Tischtennis-Bundes (DTTB). Lehmann war zudem Initiator des 1926 in Berlin gegründeten Tischtennisweltverbandes International Table Tennis Federation (ITTF). Erster Präsident der ITTF von 1926 bis 1967 wurde der britisch-jüdische Spitzenspieler und Funktionär Ivor Montagu, der 1927 auch die English Table Tennis Association (ETTA) gründete.
Erster Tischtennisweltmeister wurde 1926 der ungarisch-jüdische Spieler Roland Jacobi, der gemeinsam mit dem ungarisch-jüdischen Weltmeister Zoltán Mechlovits (1928) auch am Gründungsprozess der ITTF entscheidend beteiligt war. Der als „Mr. Tabletennis“ verehrte ungarisch-jüdische Victor Barna wurde 1930, 1932, 1933, 1934 und 1935 Einzel-Weltmeister und gewann zwischen 1929 und 1954 im Einzel, Doppel und Mixed insgesamt 23 Weltmeistertitel. Der zunächst für Österreich und später für England spielende jüdische Akteur Richard Bergmann konnte 1937, 1939, 1948 und 1950 den Weltmeistertitel im Herren-Einzel erringen. Der ungarische Jude Miklós Szabados wurde mit Victor Barna zwischen 1929 und 1935 sechsmal Weltmeister im Doppel. Ebenfalls herausragende jüdischstämmige Weltklassespieler waren der dreimalige Vizeweltmeister Aloizy Ehrlich, László Bellák, Erwin Kohn, Tibor Házi, Paul Flußmann, István Kelen und die amerikanische Tischtennislegende Marty Reisman. Auch bei den Damen dominierten jüdischstämmige Tischtennisspielerinnen wie die Einzel-Weltmeisterinnen Anna Sipos (1932, 1933) und Ruth Aarons (1936, 1937) sowie die achtfache Vizeweltmeisterin Magda Gál. Die rumänisch-jüdische Akteurin Angelica Adelstein-Rozeanu wurde zwischen 1950 und 1955 sechsmal hintereinander Weltmeisterin im Damen-Einzel und ist mit insgesamt 17 Weltmeistertiteln die erfolgreichste Tischtennisspielerin aller Zeiten.
Wohl aufgrund der zu erwartenden Niederlagen deutscher gegen jüdische Spieler durften die deutschen Herren 1934 nicht an der Tischtennis-WM teilnehmen. Man befürchtete, dass sich die „überlegene nordische Rasse“ gegen „minderwertige Völker“ blamieren könnte. Auch 1935 verzichtete man auf eine Teilnahme der Herrenmannschaft aus Protest dagegen, dass Irland, Nordirland und Wales mit jeweils eigenen Mannschaften antraten. Erst 1936 entsandte man wieder ein Herrenteam, um für die bevorstehenden Olympischen Sommerspiele in Berlin zu werben.
Ab 1952 wurden japanische Spieler für einige Jahre führend. Sie entwickelten den Penholder-Griff, bei dem der Schläger zwischen Zeigefinger und Daumen gehalten wird. Zudem beklebten die Japaner ihre Schläger mit dicken Schaumstoffmatten, die das Spiel erheblich schneller machten und erfanden darauf basierend den Topspin. Anfang der 1960er Jahre war Erich Arndt der erste deutsche Spieler, der den Topspin beherrschte. Innerhalb Asiens verschob sich ab 1959 die Vorherrschaft von Japan nach China, das seitdem die international dominierende Tischtennisnation ist. Bis auf wenige Ausnahmen (Stellan Bengtsson 1971, István Jónyer 1975, Jan-Ove Waldner 1989, 1997, Jörgen Persson 1991, Jean-Philippe Gatien 1993, Werner Schlager 2003) kommen seit 1954 alle Weltmeister im Herren-Einzel aus Asien. Im Damen-Einzel kommen seit 1956 ausnahmslos alle Weltmeisterinnen aus den asiatischen Staaten China, Japan sowie Nord- und Südkorea.

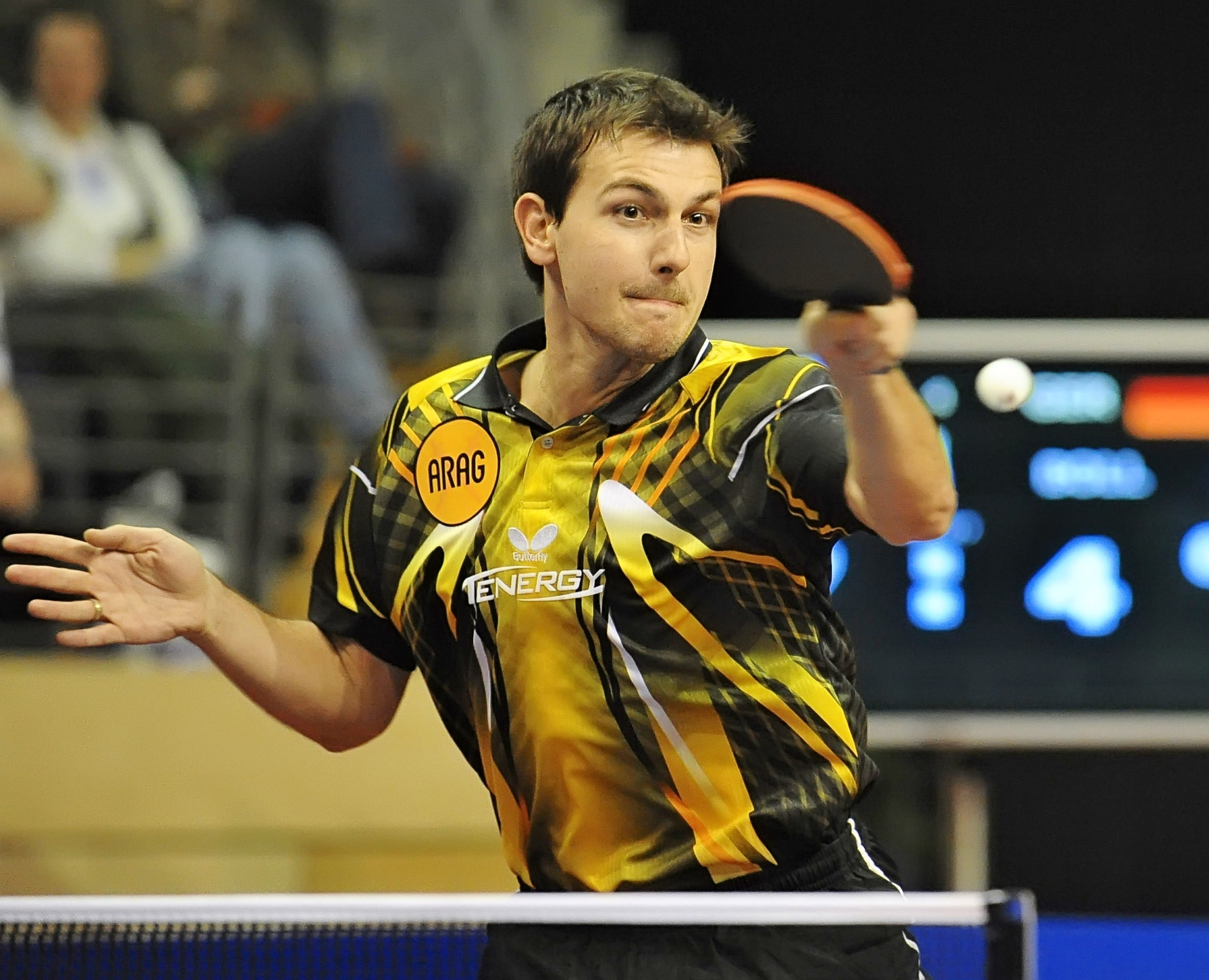
Timo Boll in Aktion (2010)

Der zweifache Einzel-Weltmeister Jan-Ove Waldner aus Schweden wird als „Mozart des Tischtennis“ apostrophiert und gilt bei vielen als bester Spieler, den der Tischtennissport je hervorgebracht hat. Waldner ist Olympiasieger, sechsfacher Weltmeister, elffacher Europameister, siebenfacher Top-12-Sieger sowie zweifacher World-Cup-Sieger. Der bisher erfolgreichste deutsche Einzel-Tischtennisspieler ist Timo Boll. Der mehrfache Europameister und World-Cup-Sieger Boll führte 2003 und 2011 zeitweise die Herrenweltrangliste an. Im März 2018 konnte Boll erneut diese Position einnehmen, als er den zweiterfolgreichsten deutschen Tischtennisspieler Dimitrij Ovtcharov als Nr. 1 der Weltrangliste ablöste. Bei der Tischtennisweltmeisterschaft 1989 in Dortmund wurden Jörg Roßkopf und Steffen Fetzner Weltmeister im Herren-Doppel und sind damit die bisher einzigen deutschen Herren, die einen Weltmeistertitel im Tischtennis erreichen konnten. Erfolgreichste deutsche Spielerinnen sind die Rekord-Nationalspielerin und mehrfache Europameisterschafts-Siegerin Nicole Struse, sowie Olga Nemes und die ursprünglich aus China stammenden Wu „Dudu“ Jiaduo sowie die heutige Trainerin der Damen-Nationalmannschaft, Jie Schöpp. Einzige deutsche Weltmeisterinnen sind Erika Metzger und Mona Rüster, die 1929 die Goldmedaille im Damen-Doppel errangen.

## Chronik

DTTB (1925)

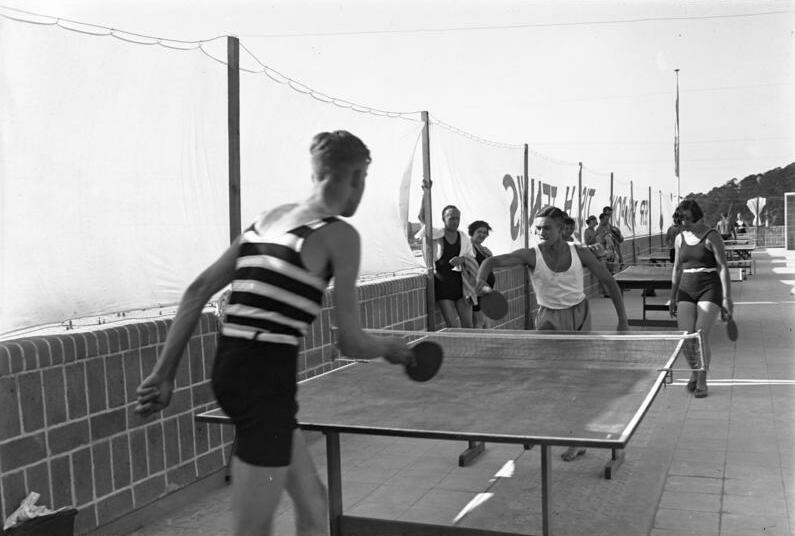
Berlin (1930)

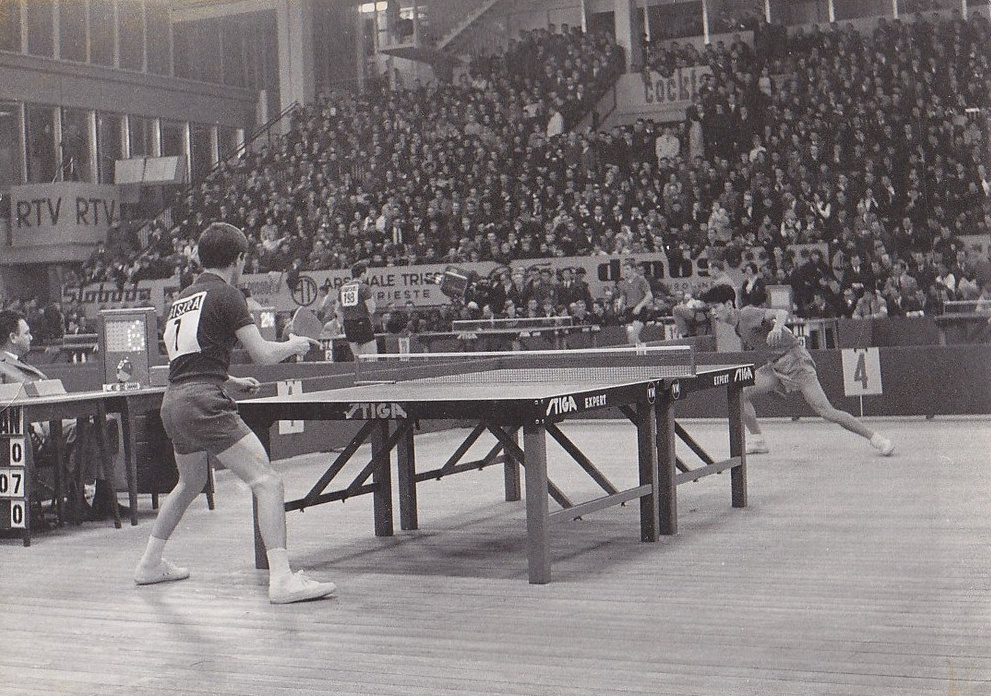
TT-WM in Ljubljana (1965)

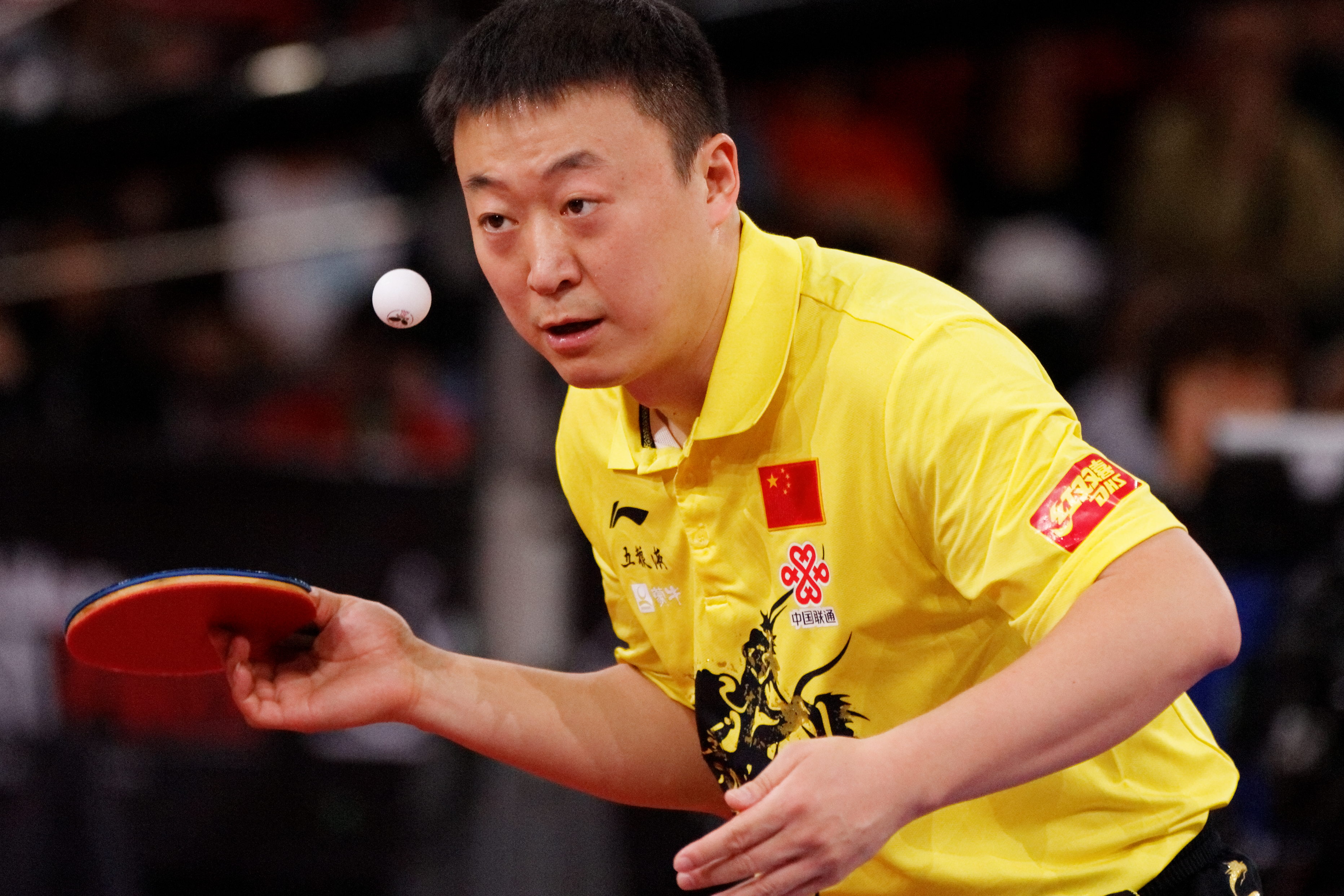
Ma Lin (2013)

- 1921: Gründung der Table Tennis Association in England
- 1923: Gründung des Österreichischen Tischtennis-Verbandes (ÖTTV)
- 1925: Gründung des Deutschen Tischtennis-Bundes (DTTB) in Berlin
- 1925: Erste offizielle deutsche Meisterschaften im Herren- und Dameneinzel in Berlin
- 1926: Gründung der Internationalen Tischtennisföderation ITTF in Berlin
- 1926: Erste Weltmeisterschaft in London. Für das Endspiel qualifizierten sich Roland Jacobi und Zoltán Mechlovits. Jacobi spielte in langen Bügelfaltenhosen und weißem Hemd – man überredete ihn, wenigstens die Fliege abzulegen – und war nach dem 3 : 0-Sieg der erste Tischtennisweltmeister.
- 1927: Umbenennung des englischen Tischtennisverbands zur English Table Tennis Association (ETTA)
- 1930: The American Ping Pong Association gestattete den Mitgliedern nur die Verwendung von Spielmaterial der Parker Brothers. Deshalb entstanden in den USA 1933 zwei weitere Verbände: U.S. Amateur Table Tennis Association und The National Table Tennis Association. 1935 vereinigten sich die drei Verbände zunächst zur U.S. Table Tennis Association, die sich 1994 in USA Table Tennis umbenannte.
- 1930: Victor Barna wurde zum ersten Mal Weltmeister im Einzel. Im Laufe seiner internationalen Karriere, die erst 1954 endete, erreichte er 22 Titel und 41 Medaillen bei Weltmeisterschaften. Barna prägte die klassische Ära der „Brettchen-Spieler“ (klassisches Noppengummi ohne Schwammunterlage) wie kein zweiter. Der nach ihm benannte Noppengummi-Belag/Schläger wurde zum Synonym für dieses Material – vergleichbar mit den „Tempo-Taschentüchern“. Bis in die 1950er Jahre hinein war das Noppengummi das wichtigste Material.[9]
- 1933: Der Kieler TTK Grün-Weiß wurde erster deutscher Mannschaftsmeister der Herren.
- 1937: Bei den Weltmeisterschaften 1936 in Wien dauerte der erste Ballwechsel zwischen dem Polen Aloizy Ehrlich und dem Rumänen Farkas Paneth zwei Stunden und 10 Minuten (Schilderung im Artikel Aloizy Ehrlich).[10] Dieses und andere ähnliche Spiele führten kurz vor der WM 1937 zur Einführung des Zeitspiels („Wechselmethode“) nach 20 Minuten (seit 2001 nur noch 10 Minuten, als die Sätze von 21 auf 11 Punkte verkürzt wurden). Um das offensive Spiel zu erleichtern, wurde des Weiteren die Netzhöhe von 17,25 cm auf das noch gültige Maß von 15,25 cm gesenkt.[11]
- 1949: Nach dem Zweiten Weltkrieg wurde am 29./30. Juli der DTTB in Bad Homburg wiedergegründet.
- 1950: Der Deutsche Tischtennis-Bund DTTB und der Tischtennisverband der DDR stellten jeweils den Antrag, in den internationalen Tischtennisverband International Table Tennis Federation (ITTF) aufgenommen zu werden. Dies lehnte die ITTF ab und forderte ein gemeinsames Auftreten der beiden Verbände. Daraufhin gründete man am 8. Juni den Arbeitsausschuss Deutscher Tischtennissport. Dieser beantragte 1951 erfolgreich die Aufnahme „Gesamtdeutschlands“ in die ITTF. Bei der Weltmeisterschaft in Wien im März 1951 nahmen dann erstmals nach dem Krieg Deutsche teil. In den folgenden Jahren wurden jeweils gesamtdeutsche Meisterschaften ausgetragen: 1951 am Berliner Funkturm, 1952 in Ost-Berlin (Deutsche Sporthalle), 1953 in Herford. 1957 trat nochmals eine gesamtdeutsche Mannschaft bei der WM in Stockholm an; Heinz Schneider (Thüringen) wurde Dritter im Einzel.
- 1951: Am 11. März wurde der DTTB wieder in den Weltverband ITTF aufgenommen.
- 1951: Bei den Weltmeisterschaften in Wien nutzte der Österreicher Waldemar Fritsch als erster Spieler einen schwarzen Belag aus flexiblem Schwamm, der das Ende der Noppengummi-Ära einleitete. Neben Ferenc Sido aus Ungarn, einem der besten Spieler dieser Zeit, schlug er noch weitere hochkarätige Gegner mit Hilfe dieses neuen Materials. Der Schwammbelag erzeugte mehr Tempo und Spin und wurde bis in die 1960er Jahre hinein spielbestimmend.[12]
- 1952: Der Japaner Hiroji Satō wurde der erste asiatische Weltmeister im Tischtennis und leitete eine Verschiebung der Machtverhältnisse im Tischtennissport ein, die andauert. Von den 38 Einzelweltmeistern seit 1952 stammen 30 aus Asien (9 aus Japan und 21 aus China). Satō war auch der erste Spieler, der mit den neuen Schwammbelägen erfolgreich war.[12][10] Die Nutzung neuer Materialien und auch neuer Spieltechniken sowie die deutlich professionellere Ausrichtung des Tischtennissports waren und sind die Hauptursache für den enormen Erfolg der Asiaten (und vor allem der Chinesen), welche die Europäer als Trendsetter dieser Sportart ablösten.[10]
- 1957: Gründung der European Table Tennis Union (ETTU) mit Sitz in Wasserbillig in Luxemburg
- 1958: Am 2. August 1958 wurden der DTTB und der Tischtennisverband der DDR separat „provisorische Mitglieder“ der ITTF. Als der DTTB 1960 beauftragt wurde, die Europameisterschaften im Jahre 1962 auszurichten, legte dieser als Austragungsort West-Berlin fest. Dagegen protestierte die DDR, alle osteuropäischen Länder kündigten einen Boykott der Veranstaltung an. Tatsächlich kam es 1962 zum Boykott mit der Begründung, West-Berlin gehöre nicht zur Bundesrepublik. Lediglich Jugoslawien beteiligte sich nicht an dem Boykott.[13] Im November 1964 kam es bei der Europameisterschaft in Malmö (Schweden) zum nächsten Eklat, weil bei der Auftaktveranstaltung die DTTB-Auswahl das Schild „Väst-Tyskland“ und die ostdeutsche Mannschaft das Schild „DDR“ trug.[14] 1965 versuchte man, seitens der Bundesrepublik die Beziehungen wieder zu verbessern: Der DSB bezuschusste den Ost-West-Sportverkehr. Der Tischtennissport verlor in der DDR trotzdem an Bedeutung, insbesondere nach dem Leistungssportbeschluss im April 1969, wonach Tischtennis nicht mehr zu den förderungswürdigen Sportarten zählte. 1972 nahm die DDR noch an der Europameisterschaft teil, danach blieb sie aber allen Europa- und Weltmeisterschaften fern. Die Teilnahme an Wettbewerben, an denen nicht-sozialistische Länder vertreten waren, war verboten.
- 1958: Erste Europameisterschaft
- 1959: Bei den Weltmeisterschaften in Dortmund wurde Rong Guotuan erster chinesischer Champion im Einzel. Die Chinesen nutzten eine Kombination der klassischen Noppengummis mit den neuartigen Schwammbelägen. Das Noppengummi wurde auf den Schwamm geklebt und erlaubte deutlich temporeichere Schläge. Dieses Material wurde dann als „Noppen-Außen“-Belag bekannt (siehe auch Tischtennisschläger#Noppen außen).[15]
- 1960: Japanische Spieler entwickelten den modernen Topspin. Dies wurde möglich durch die japanische Weiterentwicklung des Materials zu den sogenannten Sandwich-Belägen, der am meisten genutzten Materialart im Tischtennis. Auf einen weicheren Unterschwamm wurde ein glattes, griffiges Obergummi aufgeklebt, dessen Noppenseite nun nach unten (innen) zeigt (Siehe auch Tischtennisschläger#Noppen innen (Backside)). Dies war eine Adaption der Noppen-Außen-Beläge mit Unterschwamm, mit denen seit 1959 die Chinesen sehr erfolgreich waren.[16]
- 1964: Der ehemalige Weltklassespieler Aloizy Ehrlich stellte während der Europameisterschaft in Malmö den ersten von ihm entwickelten Tischtennis-Roboter vor.
- 1966/67: Einführung der Tischtennis-Bundesliga für Herren
- 1969: Bei der Tischtennisweltmeisterschaft 1969 in München erreichte Eberhard Schöler das Einzelfinale – die höchste Platzierung eines deutschen Spielers bei Weltmeisterschaften. Trotz einer 2:0-Satzführung scheiterte er hier an dem Japaner Shigeo Itoh mit 2:3, der den letzten Satz deutlich mit 21:10 gewinnen konnte. Wohl auch deshalb wurden nach dem Spiel Doping-Vorwürfe gegen Itoh laut, die aber wohl nur aus der Enttäuschung des Publikums und der Kommentatoren entstanden sind. Schöler selbst hat sich mehrfach entschieden gegen diese Vermutungen ausgesprochen und keinen Zweifel an der Fairness seines Gegners gelassen.[17] Für 34 Jahre blieb Schöler auch der letzte Abwehrspieler, der ein Weltmeisterschaftsfinale erreichte. Erst 2003 gelang dies dem Südkoreaner Joo Se-hyuk erneut. Wie Schöler scheiterte er jedoch – der Österreicher Werner Schlager wurde der vorerst letzte nicht-chinesische Weltmeister im Herren-Einzel.
- 1972/73: Einführung der Tischtennis-Bundesliga für Damen
- 1979: Die Ungarn Tibor Klampár, István Jónyer und Gábor Gergely gewannen den Teamwettbewerb bei den Weltmeisterschaften in Pjöngjang mit einem sensationellen 5:1-Erfolg gegen die hochfavorisierten Chinesen. Mitentscheidend für den Erfolg war der von Klampár eher zufällig gefundene Effekt des Frischklebens, durch den das Material deutlich schneller wurde und auch deutlich mehr Spin erzeugt werden konnte. Die Chinesen nutzten diese Technik aber schon sehr bald selbst und negierten diesen Vorteil somit schnell – bereits 1981 bei der nächsten WM holten sie sich (im Finale erneut gegen Ungarn) den Titel zurück.[18]
- 1980: Der Brite John Hilton gewann bei den Europameisterschaften in Bern völlig überraschend den Titel im Einzel. Er war der erste Spieler, der die von Toni Hold entwickelten „Anti-Topspin-Beläge“ (siehe auch Tischtennisschläger#Anti-Topspin-Beläge) bei einem internationalen Turnier sehr erfolgreich zu nutzen wusste.[19] Diese Beläge sehen optisch aus wie normale Noppen-innen-Beläge, sind aber deutlich langsamer und komplett stumpf/ungriffig (nehmen also keine Rotation an). Da zu dieser Zeit noch keine unterschiedlichen Belagfarben vorgeschrieben waren, entwickelten Spieler wie Hilton eine Technik, bei welcher der Schläger im Ballwechsel häufig gedreht wurde, um den Gegner im Unklaren darüber zu lassen, mit welchem Belag der Ball entgegengenommen wurde. Durch die komplett unterschiedlichen Spieleigenschaften der „Anti-Top“-Beläge im Vergleich zu den griffigen und schnellen normalen „Noppen-innen“-Belägen war es für den Gegner sehr schwierig, sich auf dieses Spiel einzustellen. Selbst erfahrene Spitzenspieler produzierten zunächst gegen diese Spielweise viele einfache Fehler, hatten sich aber schon bald gut darauf eingestellt – auch weil die Sportverbände hier schon bald regulierend eingriffen. Im Amateurbereich wird diese Technik aber erfolgreich eingesetzt.
- 1983: Die seit 1961 bestehende Regel, dass Beläge die gleiche Farbe haben müssen, wurde umgekehrt und schreibt nun unterschiedliche Farben vor. Grund für diese Änderung war, dass es durch vielfältige Materialentwicklungen seit den 1960er Jahren inzwischen sehr unterschiedliche Materialarten mit sehr unterschiedlichen Spieleigenschaften gab. Durch häufiges Schlägerdrehen verschafften sich Spieler schon beim Aufschlag klare Vorteile, was selbst auf Profi-Niveau zu scheinbar einfachen Fehlern führte, worunter die Attraktivität des Sports litt. Da die Beläge zunächst unterschiedlich klangen, stampften viele Spieler beim Aufschlag auf, um das Geräusch zu übertönen. Nachdem das Aufstampfen verboten worden war, entwickelten die Sportartikelhersteller jedoch Varianten, deren Klang identisch war, was dann zu dieser Regelung führte.[20]
- 1985: Die 1983 eingeführte Regelung der Belagfarben wurde erneut modifiziert, da sie den Belagherstellern durch die Definition „unterschiedliche Farben“ zu viel Interpretationsspielraum ließ. Die Folge waren Farbkombinationen wie hellrot/dunkelrot, wodurch der Materialvorteil bei Belägen mit extrem unterschiedlichen Spieleigenschaften bestehen blieb. Daher kam man zu der lange Zeit gültigen Regel, welche rot und schwarz als einzige gültige Belagfarben vorschreibt und den Vorteil der „Anti-Topspin-Beläge“ auf Profi-Niveau weitestgehend negierte.[20]
- 1988 feierte Tischtennis bei den Olympischen Sommerspielen in Seoul seine Premiere als olympische Sportart.[21]
- 2000: Die Vollversammlung der ITTF beschloss, den Tischtennisball von 38 mm Durchmesser auf 40 mm Durchmesser zu vergrößern. Durch die Vergrößerung des Balles wurde die maximale Rotation verringert, womit man längere Ballwechsel und eine höhere Attraktivität des Sport erreichen wollte.
- 2001: Die Vollversammlung der ITTF beschloss bei der WM in Osaka mit 104:7 Stimmen eine revolutionäre Änderung der Zählweise, um das Spiel spannender zu machen und damit eine größere Medienpräsenz der Sportart Tischtennis zu erreichen. Wurden Sätze bisher jeweils bis zum Punktestand von 21:x gespielt, endet ein Satz seit dem 1. September 2001 (Beginn der Saison 2001/2002) beim Spielstand von 11:x. Statt bisher fünf, hat jeder Spieler nur noch jeweils zwei Aufschläge hintereinander. Ein Spiel geht im regulären Punktspielbetrieb über drei Gewinnsätze („Best-of-Five“) oder vier Gewinnsätze („Best-of-Seven“) bei großen Turnieren wie der WM oder der EM.[22][23]
- 2002: Am 1. Juli 2002 trat nach einer Entscheidung des ITTF eine neue Aufschlagregel in Kraft. Kerninhalt: Das Verdecken des Balls mit Körper, Arm, Schulter oder Kleidung ist verboten.
- 2002: Timo Boll gewann als zweiter deutscher Spieler nach Jörg Roßkopf 1998 den World Cup, den nach Olympischen Spielen und Weltmeisterschaften wichtigsten Wettbewerb im Tischtennis. Dabei schlug er u. a. den damals amtierenden Weltmeister Wang Liqin und im Finale schließlich auch Weltmeister und Olympiasieger Kong Linghui. Auch aufgrund dieses Erfolgs übernahm er Anfang 2003 als erster deutscher Spieler – wenn auch nur für kurze Zeit – die Spitze der Weltrangliste. Boll ist (mit kurzen Unterbrechungen) in den Top 10 der Weltrangliste zu finden.
- 2008: Am 1. September 2008 verbot die ITTF endgültig das Frischkleben, indem keine Kleber mehr Verwendung finden dürfen, welche Lösungsmittel enthalten. Zur Durchsetzung des Verbots wurden entsprechende Testgeräte entwickelt, die den Lösungsmittelgehalt messen, aber nicht unumstritten sind. Noch im selben Jahr entwickelten Firmen wie Butterfly sogenannte Tensorbeläge, welche ähnliche Eigenschaften wie frischgeklebte Beläge haben. Auf Profi-Niveau werden solche Beläge fast ausschließlich verwendet. Auch im Amateurbereich spielen sie eine wesentliche Rolle.
- 2014: Die ITTF beschloss im Juli, zunächst auf internationalen Turnieren nur noch Plastikbälle zuzulassen. Das Hauptargument hierfür seitens des Weltverbands war die Sicherheit, da die bis dahin verwendeten Zelluloidbälle leicht entflammbar waren. Auch erhoffte man sich eine weitere Steigerung der Attraktivität des Sports durch bessere/längere Ballwechsel, allerdings sind laut manchen Beobachtern die Ballwechsel im Profisport nach der Umstellung sogar kürzer geworden.[24] Seit 2017 gilt die neue Regelung auch im Bereich des deutschen Tischtennis-Bundes (DTTB) zunächst bis zur Oberliga und seit 2020 verpflichtend für alle Spielklassen.
- 2021: Seit Oktober sind für Schläger vier zusätzliche Belagfarben zugelassen, wobei eine Seite nach wie vor schwarz sein muss.[25][26]

## Grundausstattung

### Schläger

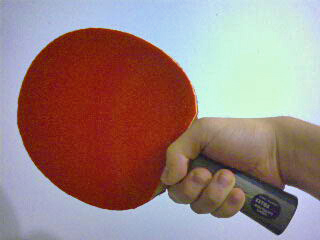
Vorhand
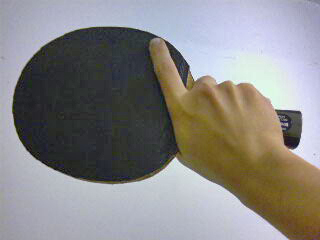
Rückhand
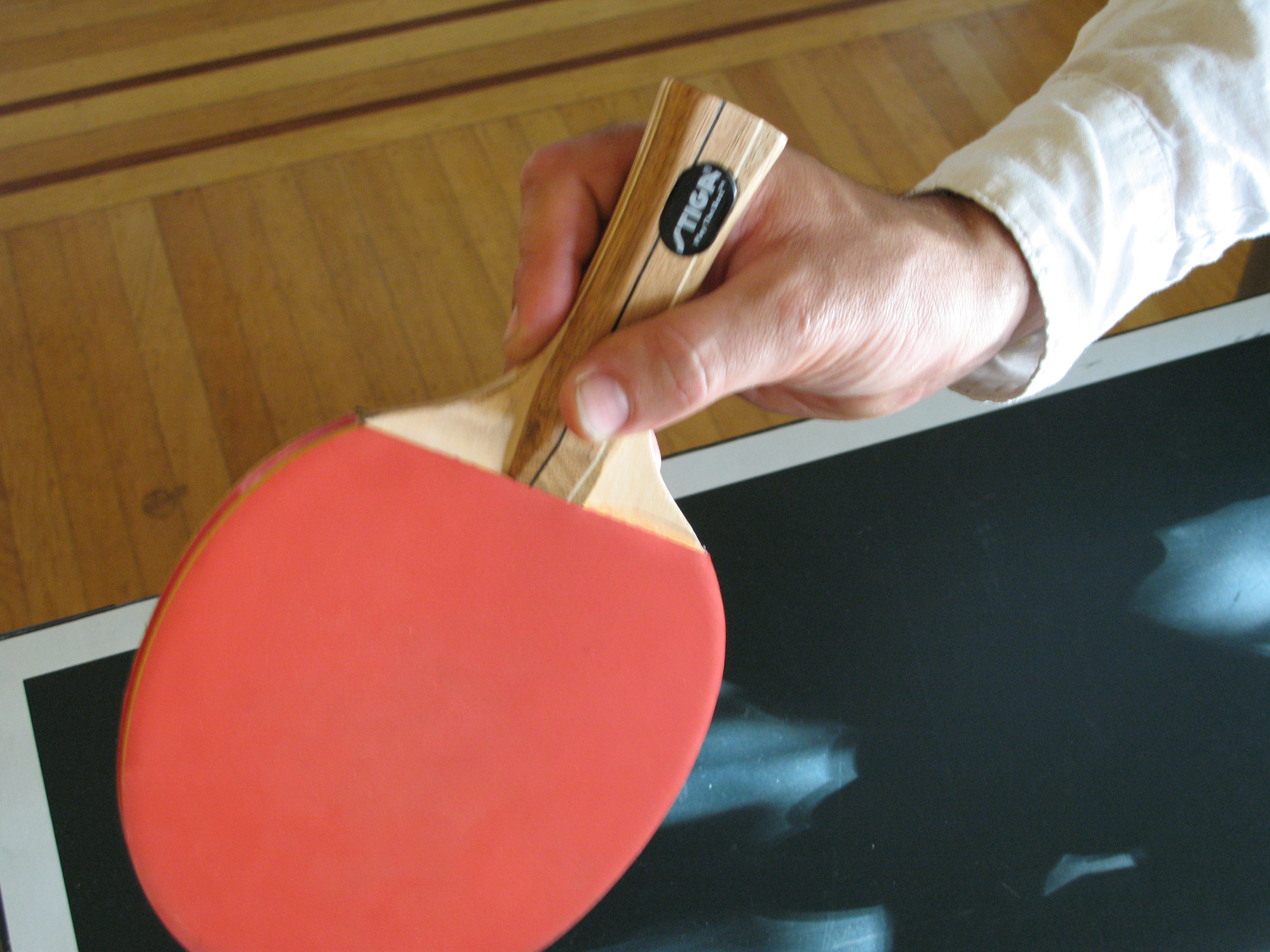
Penholder (chinesisch)
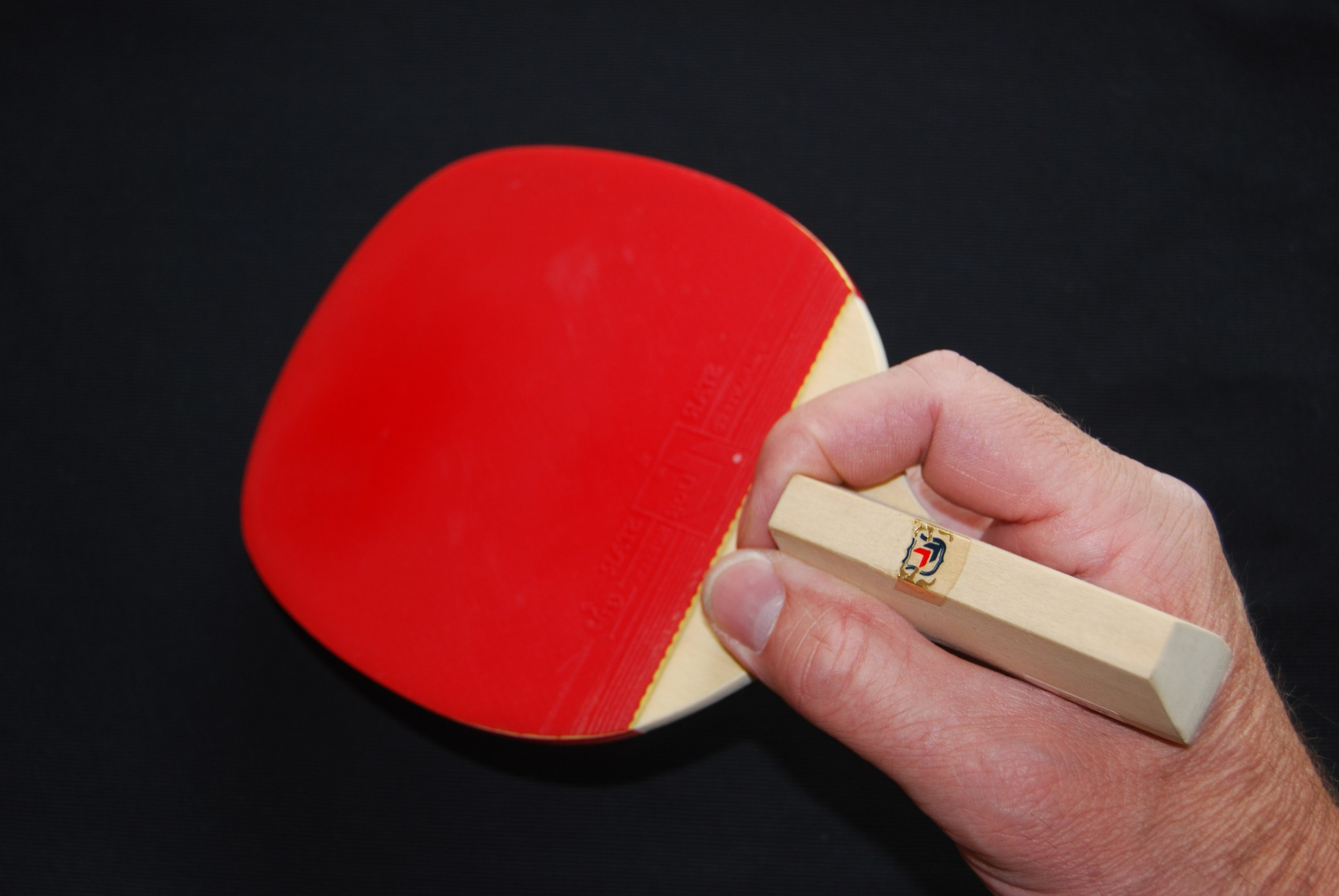
Penholder (japanisch)
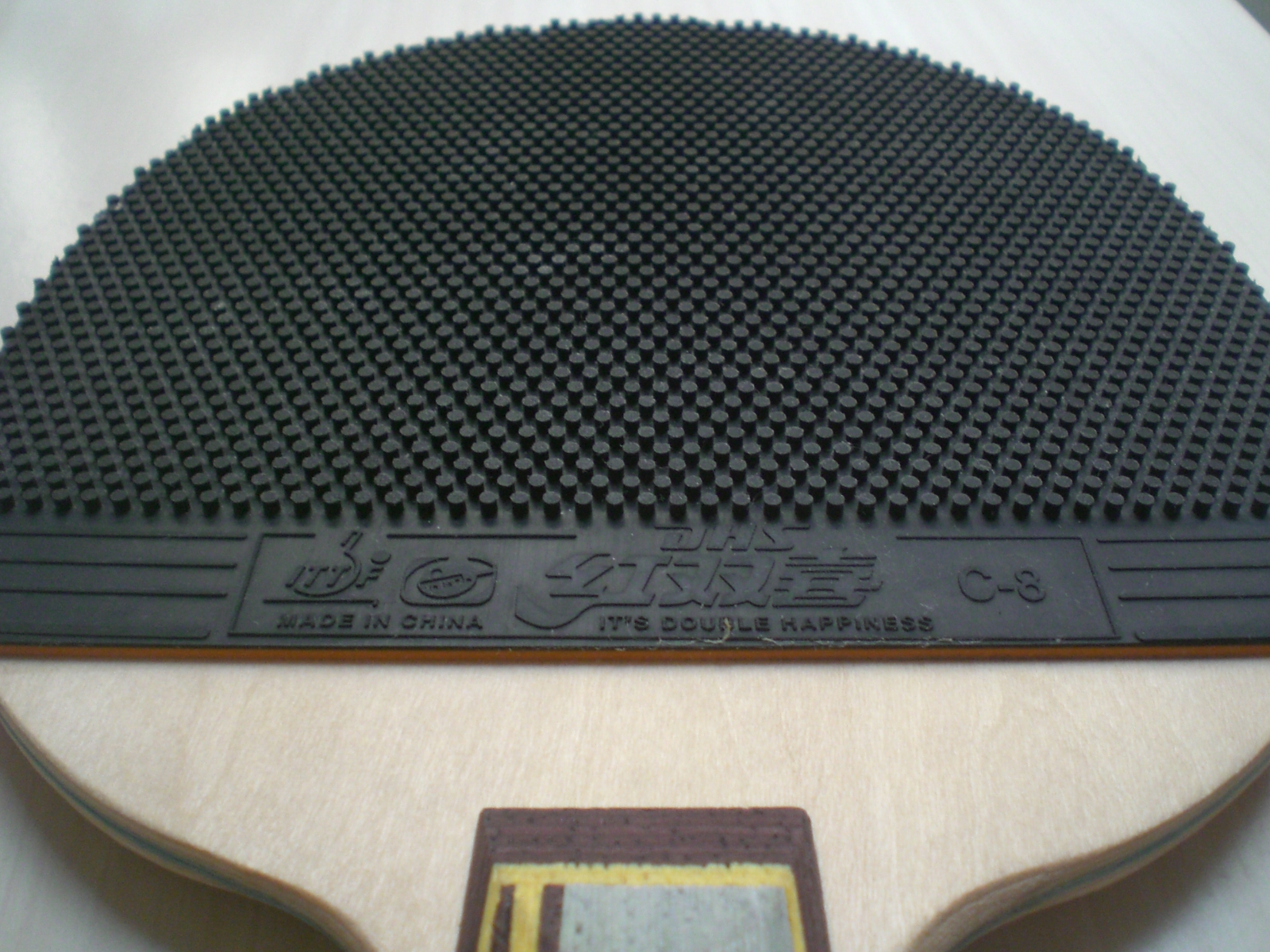
Langnoppenbelag
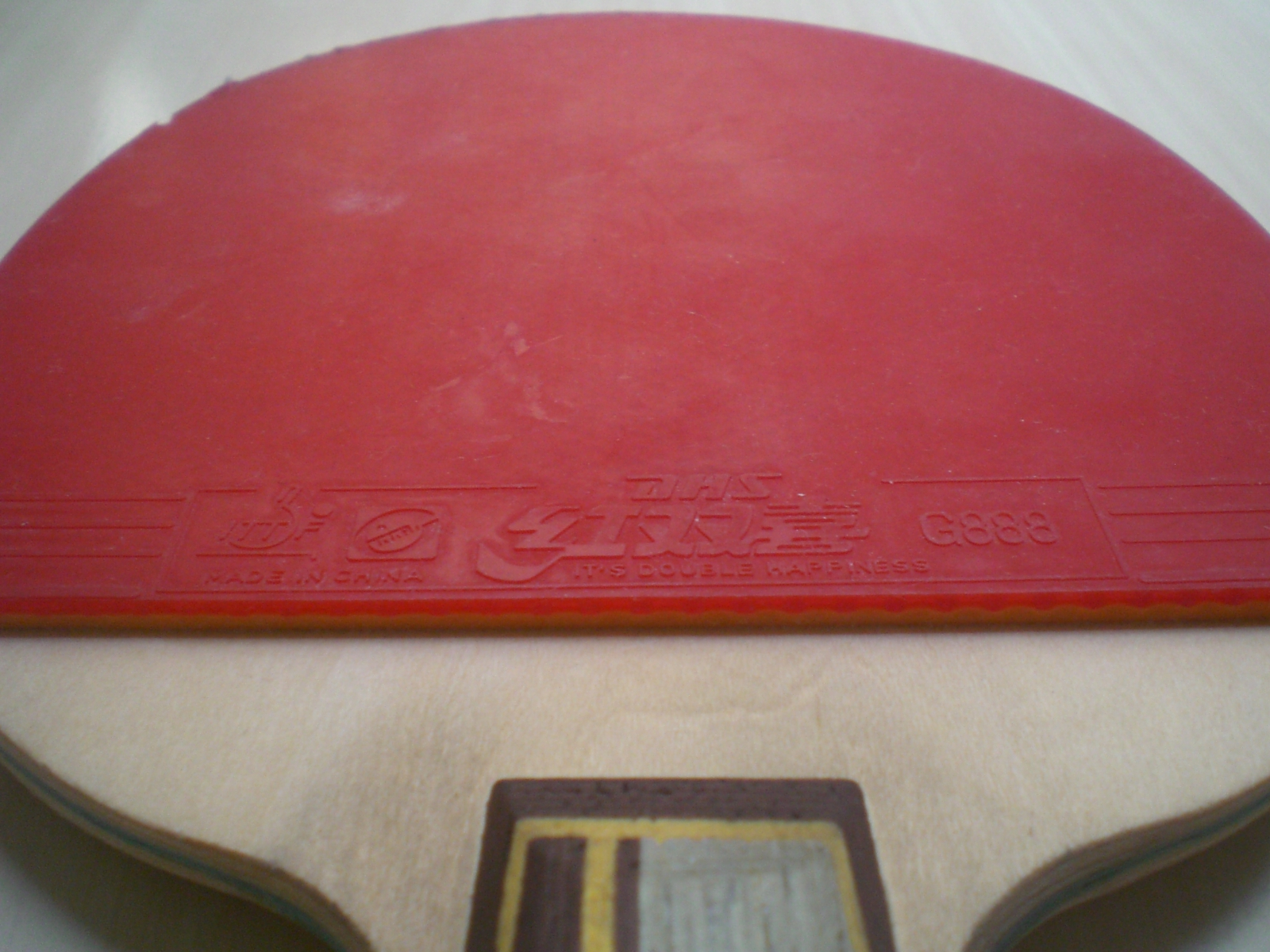
Anti-Belag (Abwehr)

Der Schläger ist in vielen verschiedenen Ausführungen erhältlich. Die Schlagfläche ist zumeist oval und besteht in der Mitte aus mehrfach geleimtem Holz. Es existieren aber auch Varianten mit Carbon-, Kevlar- oder Glasfiberfurnieren. Es gibt unterschiedliche Schlägerversionen für die von den Europäern bevorzugte Shakehand- und die vornehmlich von asiatischen Spielern bevorzugte Penholder-Schlägerhaltung. Die Shakehand-Schläger sind in vier gängigen Griffformen erhältlich: gerade, konkav, anatomisch und konisch. Die Penholder-Schläger werden in zwei Varianten gefertigt – für den japanischen und den chinesischen Penholderstil.
Jeder Schläger muss auf Vorder- und Rückseite des Schlägerblattes unterschiedliche Farben haben; vorgeschrieben sind leuchtend rot und schwarz, damit der Gegner das Drehen des Schlägers bemerkt und auf unterschiedliche Beläge entsprechend reagieren kann. Seit dem 1. Oktober 2021 dürfen statt des roten Belags auch grüne, blaue, pinkfarbene und violette Beläge benutzt werden. Wenn beide Seiten zum Schlagen benutzt werden sollen, muss auf beiden Seiten auch ein von der ITTF zugelassener Belag sein. Sofern ein Spieler nur eine Seite des Schlägers benutzt (insb. beim klassischen Penholder), muss nur diese Seite mit einem zugelassenen Belag versehen sein (rot oder schwarz). Die andere Seite muss dann jedoch in der anderen Farbe sein. Normalerweise haben Beläge einen Schwamm unter der Gummioberfläche, welche Tempo und Drehzahl des Balles bei entsprechender Schlagtechnik erheblich erhöhen können. Man unterscheidet verschiedene Typen von Belägen: Backside, kurze Noppen außen, Anti-Topspin, lange Noppen und Noppengummi auch ohne Schwammunterlage.

### Tisch

Maße eines Tischtennistisches

Ein Tischtennistisch, umgangssprachlich zumeist als Tischtennisplatte bezeichnet, hat eine Länge von 2,74 m (9 ft) und eine Breite von 1,525 m (5 ft). Dabei darf die Spielfläche aus jedem beliebigen Material bestehen. Die Oberfläche muss genau 76 cm über dem Boden liegen. Der Tisch wird mit einem Netz in zwei gleich große Hälften von 1,37 m × 1,525 m (4,5 ft × 5 ft) geteilt. Auf ihm muss ein Tischtennisball, der aus 30 cm Höhe fallen gelassen wird, 22 bis 25 cm hoch springen. Jede Hälfte wird der Länge nach noch einmal durch eine 3 mm breite Linie (Mittellinie) in zwei Hälften unterteilt. An den Kanten des Tisches verlaufen außerdem 20 mm breite weiße Linien: Die Grundlinie (parallel zum Netz) und die Seitenlinien (im rechten Winkel zum Netz). Die Oberfläche des Tisches darf nicht reflektieren und muss dunkel sein. Gebräuchlich sind in der Regel dunkelgrüne und blaue Tische, deren Spielfläche aus Holz gefertigt wurde.
Ein wettkampftauglicher Tisch muss der DIN EN 14468 (bis 2005 DIN 7898) entsprechen. Seit Juli 1995 müssen die Hersteller eine Zulassung beim Deutschen Tischtennis-Bund DTTB beantragen.

### Netz
Die Netzgarnitur besteht „aus dem Netz, seiner Aufhängung und den Pfosten einschließlich der Zwingen, mit denen sie am Tisch angebracht sind“ (ITTR B 2.1). Das 15,25 cm (6 in) hohe Netz wird in der Tischmitte aufgespannt und rechts und links mit je einer Zwinge am Tisch befestigt. Für die Netzspannung ist festgelegt, dass das Netz maximal 10 mm absinken darf, wenn man es in der Mitte mit 100 g belastet.

### Spielraum

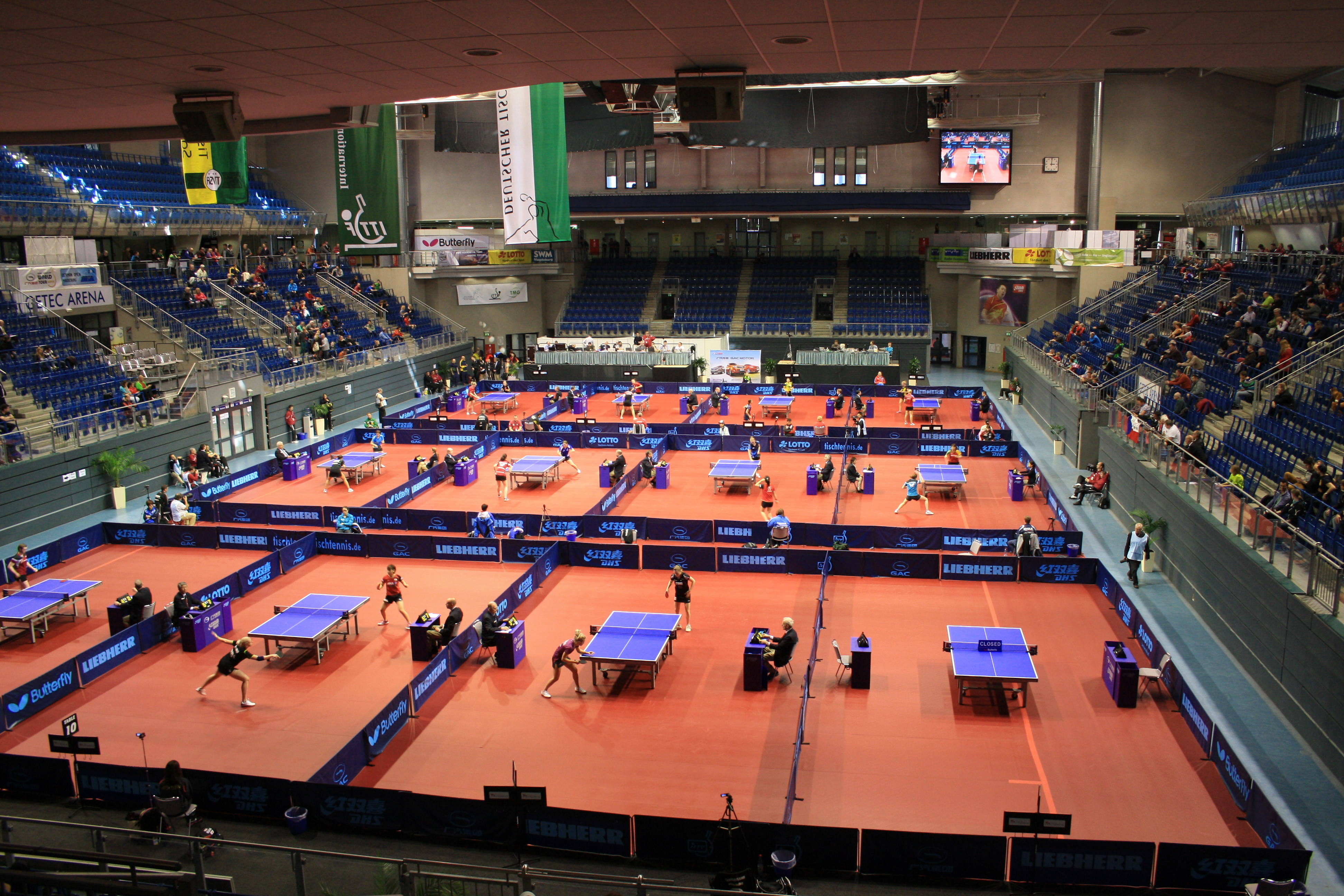
Spielräume bei den German Open in Magdeburg (2014)

Als Spielraum wird die Fläche bezeichnet, die für jeden Tisch zur Verfügung stehen muss. Laut Regelwerk des Weltverbandes ITTF Abschnitt B 2.3 beträgt der Spielraum international 14 m Länge, 7 m Breite und 5 m Höhe. Bei Bundesveranstaltungen (deutsche Meisterschaften, Bundesliga usw.) sind es 12 m Länge, 6 m Breite und 4 m Höhe. Für tiefere Klassen kann der jeweilige Verband abweichende Maße festlegen.
So gibt es beispielsweise im Westdeutschen Tischtennis-Verband die Regel, dass bei Meisterschaftsspielen nur 10 m Länge und 5 m Breite notwendig sind. Außerdem kann der jeweilige Sportausschuss/Staffelleiter des jeweiligen Kreises, Bezirks usw. auch vor der Saison eine Sondergenehmigung erteilen, wenn aus baulichen Gründen die Mindestmaße nicht eingehalten werden können.

### Ball

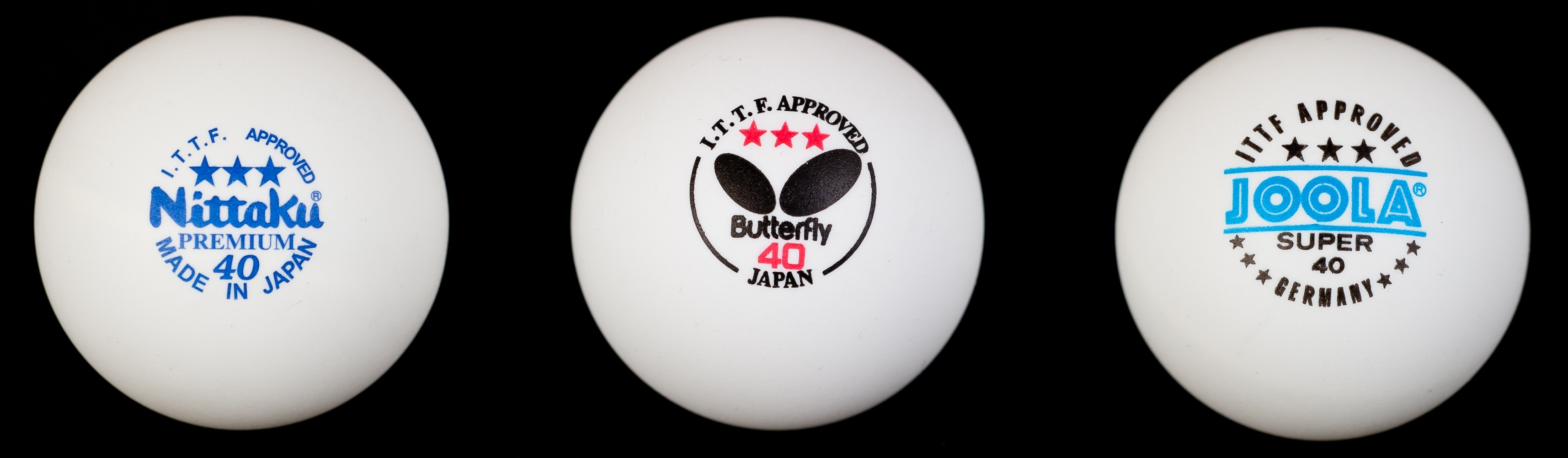
3-Sterne-Bälle aus Zelluloid, Durchmesser 40 mm

Der Ball bestand bis zum 31. Dezember 2017 aus Zelluloid oder ähnlichem Plastikmaterial, ist hohl und hat einen Durchmesser von 40 mm. Vorgeschrieben ist ein Gewicht von 2,7 Gramm, wobei eine Toleranz von 2,67 g bis 2,77 g zulässig ist. Seit dem 1. Januar 2018 werden wegen der Entflammbarkeit von Zelluloid weltweit nur noch Kunststoffbälle produziert. Er ist in verschiedenen Qualitäten erhältlich, die ursprünglich durch die Anzahl der aufgedruckten Sterne voneinander unterschieden wurden. Diese Einteilung in Bälle mit ein, zwei oder drei Sternen ist im Vereinsbetrieb nahezu gegenstandslos. Die beste Qualität mit den geringsten Abweichungen von der Norm in Gewicht, Härte und Rundung erhält drei Sterne. Seit der Entscheidung des DTTB, für den Wettkampfbetrieb nur noch diese beste Qualität zuzulassen, gibt es – außer im Hobbybereich – keinen Markt mehr für Bälle der Kategorien mit 1 oder 2 Sternen. Der Rest der Fertigung – auch die Bälle, die früher wegen nur geringer Abweichungen die Kennzeichnung mit 1 oder 2 Sternen erhalten haben – wird seitdem häufig den Trainingsbällen zugeordnet. Für den Spielbetrieb zugelassen sind Bälle in den Farben mattweiß und mattorange. Beim Training – insbesondere beim Einsatz von Balleimern oder Trainingsrobotern – werden häufig die preiswerteren Trainingsbälle benutzt, weil hier der Ballverbrauch durch Abnutzung in der Maschine und Zertreten enorm hoch ist. Im Anfängertraining kommen außerdem noch mehrfarbige Bälle zum Einsatz.

## Grundregeln
Im Einzelwettkampf treten zwei Spieler gegeneinander an und im Doppelwettkampf vier.

### Aufschlag

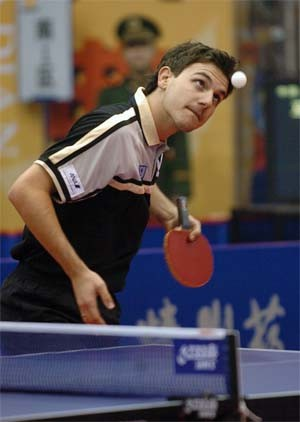
Timo Boll beim Aufschlag

Beim Aufschlag gelten folgende Grundregeln:
- Der Ball muss zu Beginn frei auf dem geöffneten Handteller des Aufschlägers liegen.
- Der Aufschläger wirft dann den Ball nahezu senkrecht mindestens 16 cm hoch.
- Den herabfallenden Ball muss der Aufschläger so schlagen, dass er zunächst einmal auf der eigenen Tischhälfte aufkommt, dann über die Netzgarnitur auf die Tischhälfte des Gegners springt und dort einmal aufkommt (oder die Tischkante dort berührt).
- Der Ball muss während der Aufschlagsphase vom Gegner jederzeit gesehen werden können. Der Aufschlag muss ebenfalls so ausgeführt werden, dass der Schiedsrichter oder der Schiedsrichter-Assistent aus seiner Position die korrekte Ausführung beurteilen kann.

Berührt ein korrekt ausgeführter Aufschlag die Netzgarnitur, gilt das nicht als Fehler, sondern der Aufschlag wird wiederholt. Berührt der Ball die Netzgarnitur und fällt in das Spielfeld des Aufschlägers zurück oder geht ins Aus, so ist das ein Fehler und der Gegner erhält einen Punkt. Im Gegensatz zum Tennis gibt es hier keinen zweiten Versuch, sollte der Ball es nicht in die Hälfte des Gegners schaffen. Als Fehler wird auch gewertet, wenn der Aufschläger den Ball hochwirft, ihn dann aber mit dem Schläger verfehlt oder gar wieder auffängt.
Beim Einzelwettkampf werden, je nach Spielklasse oder -liga, 3 oder 4 Gewinnsätze ausgespielt. Das heißt, dass der Spieler, der als erstes 3 oder 4 Sätze gewinnt, auch sein Spiel gewonnen hat. Ein Satz geht grundsätzlich so lange, bis einer der Spieler 11 Punkte erzielt hat. Allerdings muss der Satz mit 2 Punkten Vorsprung gewonnen werden, also geht es bei einem Spielstand von 10 : 10 bis 12 und so weiter. Nach jedem Satz wechseln die Spieler die Seiten, von der aus sie spielen. Sollte der letztmögliche Satz (bei 3 Gewinnsätzen also der 5., bei 4 Gewinnsätzen der 7.) ausgespielt werden müssen, so werden die Seiten erneut gewechselt, wenn einer der Spieler 5 Punkte erzielt hat.
Das Aufschlagrecht wechselt jeweils nach zwei Punkten. Muss ein Satz beim Stand von 10 : 10 Punkten verlängert werden, schlagen die Spieler nach jedem Punkt abwechselnd auf. Vor dem ersten Satz wird das Aufschlagrecht ausgelost. Zu Beginn der folgenden Sätze ist derjenige Spieler Aufschläger, der im Satz davor zuerst Rückschläger war.
Im modernen Tischtennis kommt dem Aufschlag eine entscheidende Bedeutung zu (siehe auch Aufschlag (Tischtennis) Abschnitt Technische Entwicklung des Aufschlags).

### Ballwechsel
Nach dem Aufschlag muss der Ball immer direkt über oder um die Netzgarnitur herum geschlagen werden, sodass er auf der Tischhälfte des Gegners aufkommt oder die Kante (Oberfläche des Tisches – also nicht von der Seite) dort berührt. Der Gegner lässt den Ball einmal aufspringen und spielt ihn dann über oder um die Netzgarnitur herum auf die andere Seite zurück.
Ein Ballwechsel ist beendet, sobald einem Spieler ein Fehler unterläuft. Als Fehler gilt:
- Flugball: den Ball aufhalten, das heißt, ihn über der eigenen Tischhälfte oder wenn er in deren Richtung fliegt, mit dem Schläger, der Kleidung oder dem Körper berühren, bevor der Ball den Tisch berührt hat (nach einem Netzaufschlag wird allerdings auf Wiederholung des Aufschlags erkannt).
- Den Ball beim Aufschlag mehr als einmal auf der eigenen Tischhälfte aufkommen lassen,
- den Ball beim Aufschlag mit einem Körperteil ganz oder teilweise verdecken (aus Sicht des gegnerischen Spielers),
- den Ball absichtlich (nicht in einer Schlagbewegung)[30] mehr als einmal mit dem eigenen Schläger berühren,
- den Tisch während des Ballwechsels mit der freien Hand berühren (unter  freier Hand wird die Hand verstanden, die nicht den Schläger hält),
- die Netzgarnitur mit einem Körperteil berühren,
- den Tisch verschieben,
- den Ball nicht direkt auf die gegnerische Tischhälfte zurückspielen, sondern
  - vorher die eigene Tischhälfte treffen,
  - neben, über den Tisch hinaus oder in eine andere Richtung schlagen oder
  - vorher etwas Anderes (z. B. die Hallendecke) berührt
  - den Ball gar nicht erst berühren.

Wenn einem Spieler ein Fehler unterläuft, wird für den Gegner ein Gewinnpunkt gezählt. Ferner wird ein Ballwechsel beendet, wenn der Schiedsrichter das Spiel unterbricht oder bei der Wechselmethode, auch Zeitspiel (siehe unten) genannt, der Ballwechsel nicht rechtzeitig beendet wird.

### Satz

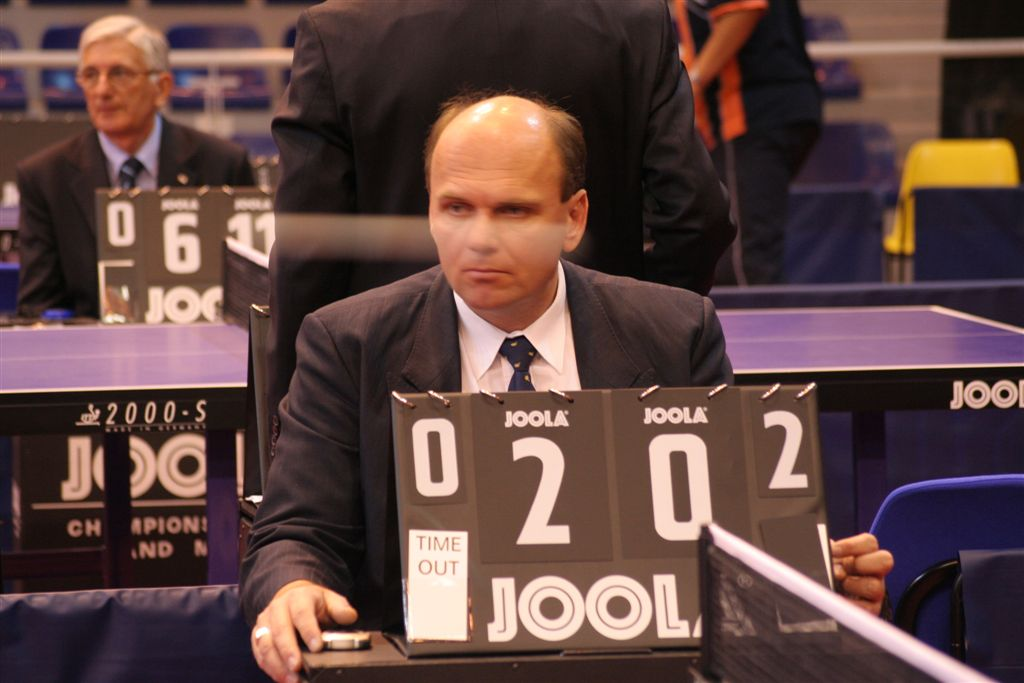
Schiedsrichter mit Zähltafel

Ein Satz endet, wenn ein Spieler elf Gewinnpunkte erreicht und dabei mindestens zwei Punkte Vorsprung hat, zum Beispiel 11 : 4, 11 : 9, 12 : 10, oder 13 : 11. Beim Stand von 10 : 10 geht der Satz in die Verlängerung. Dabei wechselt das Aufschlagrecht nach jedem Punkt. Die Verlängerung endet dann, wenn sich ein Spieler zwei Punkte Vorsprung erspielt hat.
Bis 2001 ging ein Satz bis 21, und das Aufschlagrecht wechselte nach jeweils 5 Punkten.

### Spiel
Ein Spiel besteht aus mehreren Sätzen. Bei regionalen oder überregionalen Mannschaftskämpfen sind meistens drei gewonnene Sätze für den Sieg vorgeschrieben. Ein Spiel endet dann nach höchstens fünf Sätzen (3 : 2) („Best-of-Five“). Bei besonders wichtigen Wettkämpfen wie nationalen Meisterschaften oder Europa- bzw. Weltmeisterschaften wird jedoch auf vier gewonnene Sätze („Best-of-Seven“) gespielt. Nach jedem Satz werden am Tisch die Seiten gewechselt. Im entscheidenden letzten Satz, also bei einem Stand von 2 : 2 (bzw. 3 : 3 bei vier Gewinnsätzen), werden die Seiten gewechselt, wenn der erste Spieler fünf Punkte erreicht hat. In einigen seltenen Wettkämpfen werden genau 4 Sätze gespielt, sodass es nur Satzergebnisse von 4:0, 3:1 und 2:2 geben kann.

### Zeitspiel
Die Wechselmethode (umgangssprachlich auch Zeitspiel genannt) setzt ein, wenn ein Satz nach zehn Minuten noch nicht beendet ist und in diesem Satz nicht mindestens 18 Punkte gespielt wurden. Bei der Wechselmethode wechselt das Aufschlagsrecht nach jedem Punkt. Der Gewinnpunkt wird wie beim normalen Spiel vergeben, mit einer Ausnahme: Wenn der Gegner des Aufschlagenden 13-mal den Ball erfolgreich zurückgespielt hat, erhält er den Punkt. Das heißt, bei einem Ballwechsel wird der Ball maximal 13-mal hin- und hergespielt. Sind noch weitere Sätze zu spielen, werden diese auch mit der Wechselmethode durchgeführt. Die zehn Minuten stellen die reine Spielzeit dar. Bei Unterbrechungen – etwa wegen Verletzung, Materialbeschädigungen, bei „Handtuchpausen“, bei Auszeiten oder wenn der Ball die Spielbox verlässt usw. – muss die Uhr angehalten werden.
Wenn beide Spieler sich einig sind, können sie ein Spiel als Wechselmethode fortsetzen, auch wenn die Nettospielzeit von zehn Minuten noch nicht erreicht ist. Sie können das Spiel sogar sofort als Spiel unter Bedingungen der Wechselmethode beginnen, nur darf diese nicht mehr eingeführt werden, wenn 18 Punkte erreicht worden sind.
Mit Beginn der Wechselmethode übernimmt der zweite Schiedsrichter in der Box die Aufgabe des Schlagzählers (falls das Spiel von nur einem Schiedsrichter geleitet wurde, wird ihm ein Schlagzähler zur Seite gestellt). Er zählt laut und deutlich die erfolgreichen Schläge des Rückschlägers. Hat dieser den Ball dreizehnmal erfolgreich zurückgespielt, wird der Ballwechsel unterbrochen, und er erhält den Punkt.
Die Wechselmethode wurde eingeführt, um die Dauer eines Spieles zu begrenzen. Insbesondere wenn zwei Spieler sehr vorsichtig oder passiv spielen, kann es vorkommen, dass die Einführung der Wechselmethode erreicht wird. Bei der Tischtennisweltmeisterschaft 1936 war im Spiel zwischen Alex Ehrlich und Farkas Paneth erst nach 130 Minuten der erste Ballwechsel entschieden. (Ausführliche Beschreibung dieses Matches im Artikel Aloizy Ehrlich.) Im selben Turnier hatte ein Münzwurf das Spiel zwischen Vasile Goldberger-Marin und Michel Haguenauer entschieden, weil beide nach siebeneinhalb Stunden vollkommen erschöpft waren – zu diesem Zeitpunkt stand es 5 : 3 im fünften Satz. Daraufhin wurde 1937 das Zeitspiel eingeführt – die Dauer eines Satzes wurde auf eine halbe Stunde begrenzt. Später wurde die Regel so abgeändert, dass ein Satz nach 20 Minuten endet und der Spieler, der gerade führt, den Satz gewinnt. Bei Gleichheit entschied der nächste Punkt. 1961 setzten der europäische Tischtennisverband ETTU sowie der DTTB-Sportausschuss die maximale Spieldauer eines Satzes auf 15 Minuten fest. Danach setzte die Wechselmethode ein. Diese Regelung trat am 1. Oktober 1961 in Kraft.

### Doppel / Mixed
Im Doppel (Spieler gleichen Geschlechts) und im Mixed (Spieler unterschiedlichen Geschlechts) spielen je zwei Spieler gegeneinander. Es gelten dieselben Grundregeln wie beim Einzel mit den folgenden Besonderheiten:
1. Der Ball muss von der rechten Tischseite aus diagonal nach links aufgeschlagen werden (siehe erste Abbildung). Der Ball darf hierbei nur die in der Abbildung braun gekennzeichneten Felder (also jeweils das rechte Spielfeld aus Sicht jedes Doppelpaares) berühren.
2. Beim Ballwechsel müssen die Spieler – anders als beim Tennis – den Ball stets abwechselnd spielen.
3. Der Aufschlag wechselt hier nach jeweils 2 Punkten. Zusätzlich wechseln sich die Spieler eines Doppel-Teams aber jeweils beim Aufschlag ab, damit jeder Doppel-Teilnehmer möglichst gleiche Aufschlaganteile bekommt. Dies wird erreicht, indem die jeweils rückschlagende Seite beim Wechsel des Aufschlagrechts die Positionen tauscht. Somit bleibt die Reihenfolge, in der alle 4 Spieler den Ball annehmen müssen, innerhalb eines Satzes immer gleich. Bei jedem Satzwechsel (und noch einmal zum fünften Punkt eines eventuellen Entscheidungssatzes) wird die Grundreihenfolge geändert, so dass am Ende jeder Spieler des Doppels A auf jeden Spieler des Doppels B aufgeschlagen hat.

Aufschlag im Doppel wird diagonal gespielt
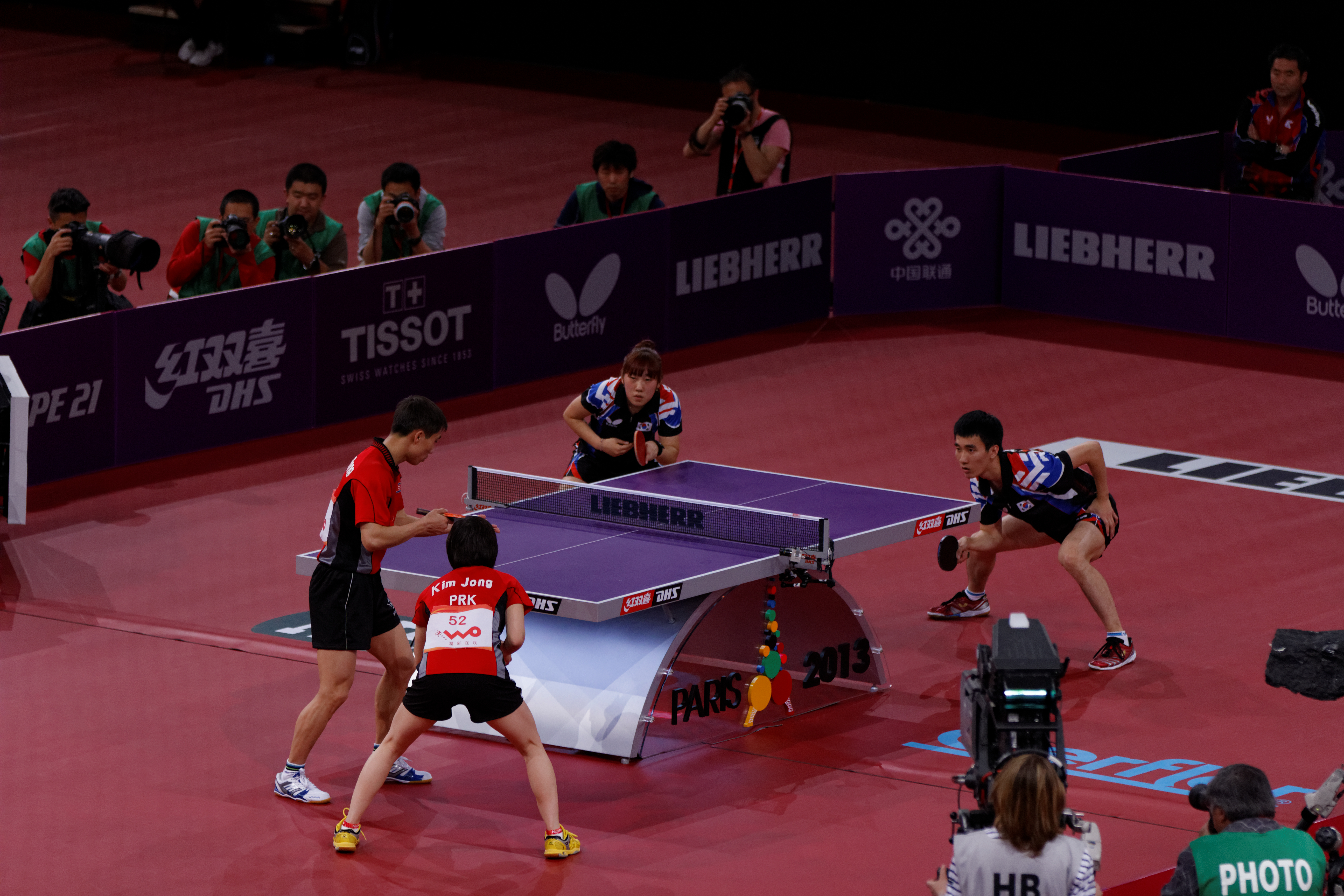
Mixed-Doppel im WM-Finale 2013
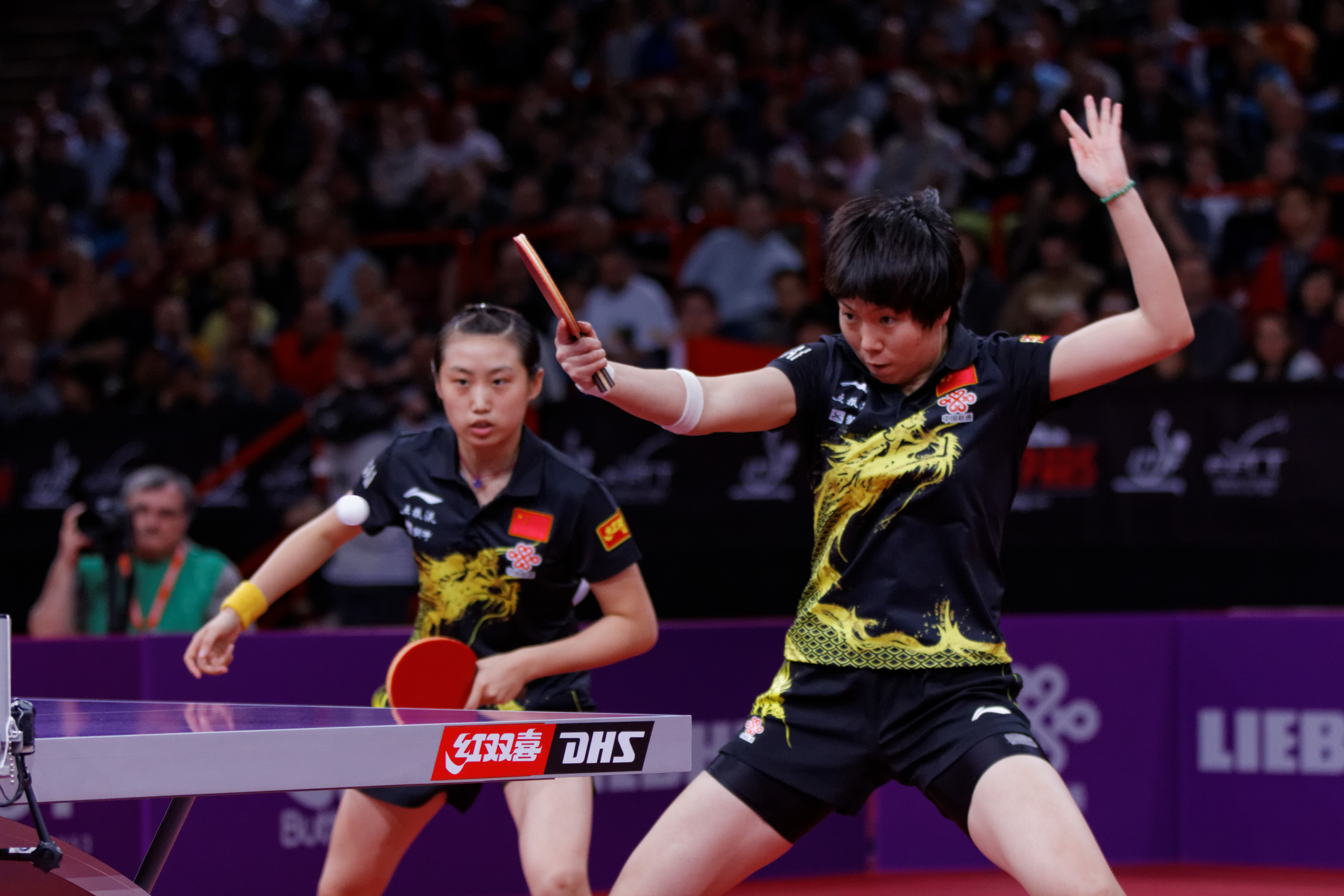
Frauen-Doppel im WM-Finale 2013
Andrey und Dmitry Mazunov
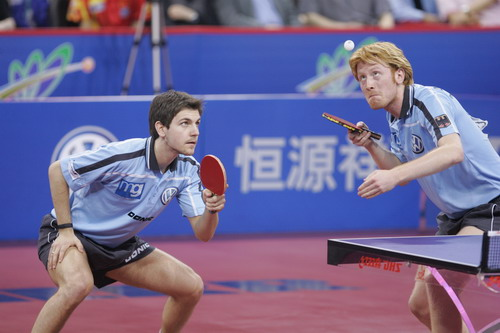
Timo Boll und Christian Süss

Beispiel
A und B spielen gegen X und Y. Dann wäre ein korrekter Ballwechsel A, X, B, Y, A, X, B, Y. Nach zwei Aufschlägen wechselt das Aufschlagrecht zum anderen Team. Die Reihenfolge der Spieler während eines korrekten Ballwechsels bleibt jedoch im gesamten Satz bestehen, d. h. X spielt immer zu B, egal ob beim Aufschlag oder während des Ballwechsels. Dies erfordert, dass die rückschlagende Seite beim Wechsel des Aufschlagrechtes die Positionen tauscht. Im zweiten Satz wäre die Aufstellung so zu ändern, dass Y, B, X, A, Y, B, X, A (oder aber X, A, Y, B, … – das aufschlagende Team kann zu Beginn jedes Satzes den Aufschläger neu bestimmen) ein korrekter Ballwechsel wäre. Die Aufstellung wechselt nach jedem Satz und im fünften Satz noch einmal nach dem Seitenwechsel.
Im Doppel endet ein Ballwechsel aus den gleichen Gründen wie beim Einzel, aber auch dann, wenn ein Spieler den Ball zweimal hintereinander spielt. Eine Ausnahme von der Regel, dass die Spieler eines Doppels den Ball abwechselnd spielen müssen, gilt für Teams aus zwei Rollstuhlfahrern. Diese dürfen nach dem ersten Rückschlag im Ballwechsel beliebig alle Bälle zurückschlagen, die sie erreichen. Allerdings darf kein Teil des Rollstuhles über die gedachte Verlängerung der Mittellinie des Tisches ragen. In Deutschland gilt diese Ausnahmeregelung für Doppelpaare aus einem Rollstuhlfahrer und einem stehenden Spieler.

## Spieltechniken

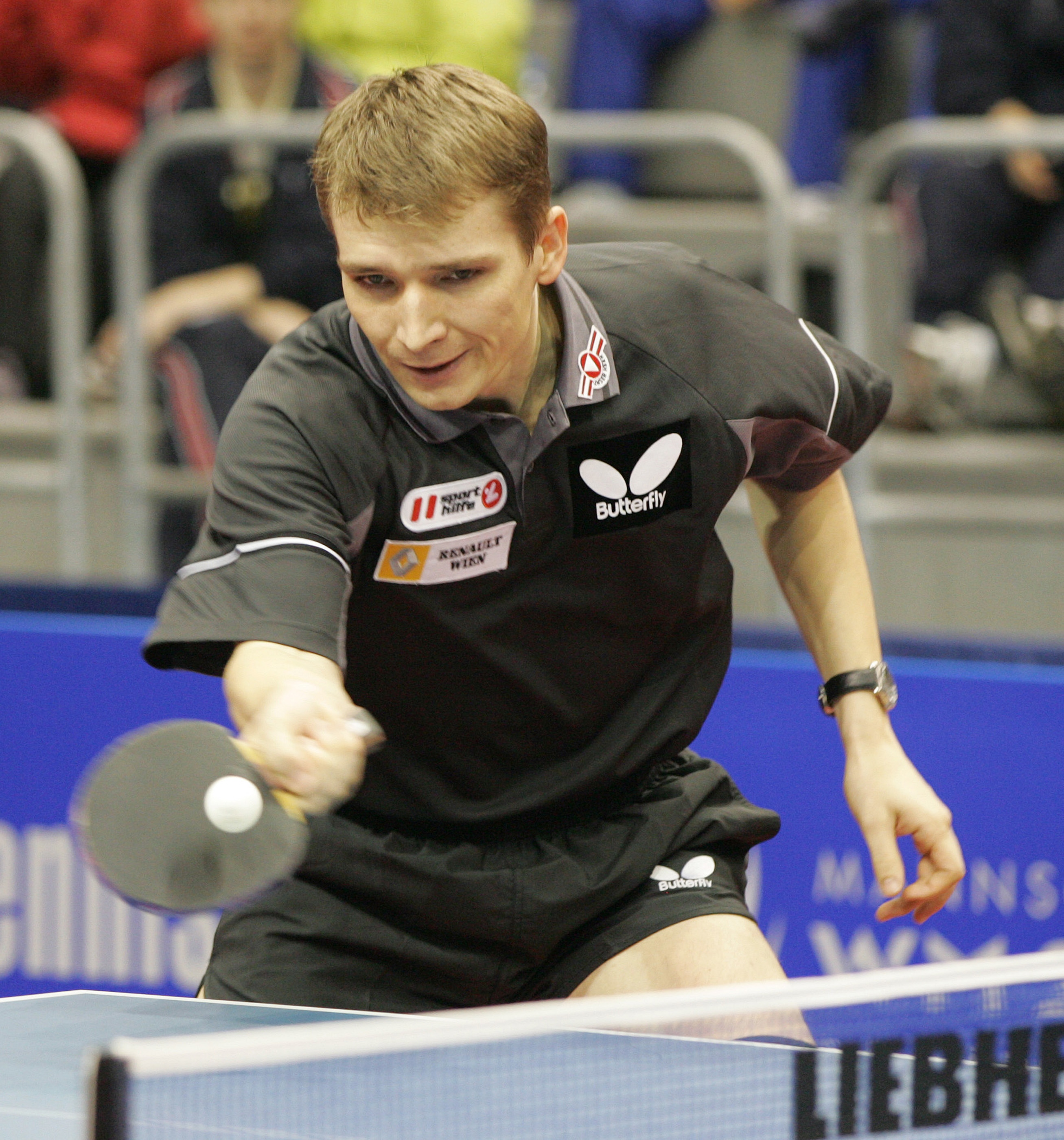
Werner Schlager (2006)

Man kann auf verschiedene Weisen versuchen, Gewinnpunkte zu erkämpfen. Prinzipiell kann man offensiv, allround oder defensiv spielen. Defensivspiel im Tischtennissport ist dadurch gekennzeichnet, dass Abwehrspieler Topspins gezielt mit Unterschnittbällen retournieren, was bei Offensivspielern allenfalls als vereinzelter Notschlag vorkommt.
Ein auf Sicherheit und Platzierung ausgelegtes Offensivspiel nennt man Allroundspiel. Offensivspieler versuchen, den Gegner durch offensive, mit Vorwärtsrotation versehene Schläge (Spin: Topspin, Sidespin) und Schüsse zu Fehlern zu verleiten. Ist dieser auch offensiv eingestellt, dann versucht er durch tischnahes Blocken (wie beispielsweise Wilfried Lieck und Olga Nemes) mit Gegenspin oder Schüssen zu antworten. Durch die 1986 eingeführte Zweifarbenregel für Schlägerbeläge sind reine Abwehrspieler in den höheren Spielklassen gar nicht anzutreffen, da die Angriffsspieler den Drall schon vor dem Rückschlag des Abwehrspielers durch die Farbe des Belages abschätzen. Durch den neuen Plastikball spielt der Spin im Tischtennis eine kleinere Rolle. Es kommt aufs Tempo und die Platzierung an. Beides lässt sich nah am Tisch einfacher spielen. Vor der Änderung mussten die Angreifer mit einem langsamen Topspin vorbereiten, was dem Abwehrspieler Zeit gibt, auf den Schlag zu reagieren. Legendäre Vertreter dieser Spielweise waren Eberhard Schöler, Engelbert Hüging und John Hilton. Eberhard Schöler gelang es sogar, in die Weltspitze der Angreifer einzudringen, und er verfehlte 1969 nur knapp den Weltmeistertitel. Die mit den neuentwickelten Antitopspin- sowie Langnoppenbelägen operierenden Hüging und Hilton konnten nur lokale Erfolge erzielen (Deutscher Meister und Europameister), da durch die Zweifarbenregel und die immer schneller werdenden Beläge nur noch auf direkten Punktgewinn zielendes Offensivspiel erfolgreich war. Vor und nach Schölers Erfolg dominierten nur noch bis auf eine Ausnahme aggressive Offensivspieler. Bei den Weltmeisterschaften 2003 in Frankreich spielte sich der Koreaner Joo Se-hyuk mit einer von Taktik geprägten Mischung aus meist aggressivem Angriffsspiel, aber auch recht effektiver Defensive bis ins Finale, wo er gegen den Österreicher Werner Schlager verlor. Joo Se-Hyuk und der eingebürgerte Österreicher Chen Weixing spielen ein modernes Abwehrspiel, bei dem die Abwehr nur noch taktisch gespielt und jede Gelegenheit zum Topspin genutzt wird. Noch offensiver spielt der deutsche Abwehrer Ruwen Filus. Er versucht, jeden Ball mit der Vorhand anzugreifen. Dazu umläuft er sogar die Rückhand oder dreht seinen Schläger, um mit seinem Noppeninnen-Belag mit der Rückhand anzugreifen.

### Spin
Spin bezeichnet die Drehung des Balles um die eigene Achse. Man unterscheidet üblicherweise Unterschnitt, Oberschnitt, Seitschnitt, die Rotation um die Flugachse sowie deren Kombinationen Seitunterschnitt oder Seitüberschnitt.
Die Rotation des Balls spielt – anders als viele Menschen glauben – eine entscheidende Rolle im modernen Tischtennis. Da das Spieltempo für jedermann einfach einzuordnen und zu bewerten ist, wird häufig fälschlicherweise angenommen, dass vor allem die Geschwindigkeit eines Schlages dessen Qualität bewertet. Grund dafür ist, dass dies am ehesten den Erfahrungen entspricht, die im Hobbybereich gemacht werden. Hier wird Rotation in der Regel gar nicht oder nur unbewusst erzeugt, da weder das verwendete Material noch die Spieltechnik den gezielten Einsatz einer nennenswerten Rotation erlauben.
Bereits auf Amateur-Vereinsniveau enthält jedoch so gut wie jeder gespielte Ball eine bewusst erzeugte Rotation. Diese muss vom Gegner stets richtig gelesen werden, um einen guten Rückschlag spielen zu können. Scheinbar einfache Fehler auf langsamere Bälle gehen fast ausschließlich auf eine Fehleinschätzung des vom Gegner erzeugten Spins zurück. Aus diesem Grund können gute Hobbyspieler selbst mit Amateuren auf unterem Vereinsniveau kaum mithalten – bereits bei langsam gespielten Bällen wird die enorme Rotation nicht richtig „gegengesteuert“, was zu vielen unerklärlichen leichten Fehlern führt. Mit „Gegensteuern“ ist die Ausrichtung des Schlägerblattes und/oder die Schlagrichtung bei der Ballannahme gemeint. Hierbei muss gegen die Richtung „gesteuert“ werden, die der Spin des Balles hat. Beim Überschnitt (Aufwärtsrotation oder Topspin) springt ein Ball bei neutral gehaltenem Schlägerblatt nach oben ab, weshalb der Schläger „geschlossen“ werden muss. Beim Unterschnitt „zieht“ der Ball nach unten, weshalb das Schlägerblatt weiter geöffnet werden muss. Gegen seitliche rechte Rotation muss das Schlägerblatt somit stärker nach links und bei linker Rotation entsprechend nach rechts ausgerichtet werden. Unterschnitt und Seitenschnitt können ebenso kombiniert werden wie Überschnitt und Seitenschnitt. Die Ausrichtung des Schlägerblattes muss hier gegen beide Schnittrichtungen erfolgen. Die folgende Illustration verdeutlicht die Begriffe „neutrales“, „geschlossenes“ und „geöffnetes“ Schlägerblatt:
So gut wie alle im modernen Tischtennis gespielten Angriffsschläge werden mit Topspin gespielt. Grund hierfür ist, dass auf diese Weise gegen jeden gegnerischen Schlag relativ sicher angegriffen werden kann und der Topspin aus nahezu jeder Position (tischnah, Halbdistanz, Distanz, getroffen über Netzhöhe, getroffen unter Netzhöhe) gespielt werden kann. Ausnahmen sind u. a. der sogenannte Vorhandschuss (umgangssprachlich „Schmetterball“), der meist auf Bälle deutlich über Netzhöhe gespielt und bei dem der Ball hart und direkt frontal ohne Rotation geschlagen wird. In den Zeiten vor Erfindung der modernen griffigen Gummibeläge mit Unterschwamm (bis Beginn der 1960er Jahre, siehe auch Noppen innen (Backside)) stellte der technisch vor allem gegen flachere Bälle sehr schwierige und risikoreiche Vorhandschuss, der nur gespielt werden kann, wenn sich der Ball über Netzhöhe befindet, die einzige wirklich temporeiche Offensivmöglichkeit dar, weshalb das Spiel damals allgemein eher defensiv ausgerichtet war.

### Topspin

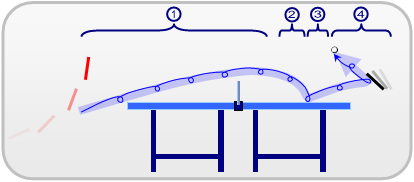
Vier Phasen des Topspins:
1. Ball steigt auf
2. Ball fällt ab
3. Ball springt flach und mit hoher Geschwindigkeit ab
4. Ball wird geblockt

Der Topspin ist einer der wichtigsten Angriffsschläge im Tischtennis. Hierbei wird der Ball mit einer extrem schnellen Vorwärtsbewegung geschlagen. Früher versuchte man, ihn mit einem weichen Balltreffpunkt zu spielen.
Durch die entstehende Vorwärtsrotation entsteht eine nach unten gekrümmte Flugbahn und lässt den Ball beim Auftreffen flacher als normal abspringen. Da die Flugbahn durch die Krümmung bei gleicher Geschwindigkeit kürzer ist als bei einem „ungeschnittenen“ Schlag, kann der Ball mit höherer Vorwärtsgeschwindigkeit geschlagen werden, ohne dass der Ball hinter der gegnerischen hinteren Tischkante ins Aus fällt. Auch springt ein mit Topspin geschlagener Ball vom Schläger des Gegners stark nach oben ab – kann also nur mit stark nach vorn geneigtem Schläger geblockt oder weit hinter dem Tisch entweder mit Unterschnitt zurückgespielt oder mit einer kurzen Aufwärtsbewegung mit geschlossenem Schlägerblatt „gegengezogen“ werden.
Man spielt einen „frühen Topspin“; hierbei wird der Ball – im Gegensatz zum alten Topspin – nicht in der absteigenden Phase, sondern im höchsten Punkt getroffen. Zwar ist es noch möglich, den Ball später zu treffen, jedoch ist dies nicht effektiv. Spieler, die nah am Tisch sind, haben eine kürzere Bewegung. Es wird viel mehr aus dem Handgelenk und dem Unterarm gespielt. Sie nehmen die Geschwindigkeit vom Gegner mit und haben das Zeitproblem mit der kürzeren Bewegung gelöst. Je früher man einen Ball trifft, desto mehr kann man nach vorne spielen. Da man mit dem neuen Ball nicht mehr die Menge an Spin erzeugen kann wie früher, sollte man darauf achten, dass man nach vorne spielt.

### Unterschnitt
Der Ball wird beim Unterschnitt mit einer extrem schnellen Abwärtsbewegung und wenig Vorschub gestreift und erhält so eine rückwärts gerichtete Rotation, die je nach Intensität für einen mehr oder weniger starken Auftrieb sorgt, wodurch sich die Flugbahn verlängert. Dabei spielt das Handgelenk bei der Spinerzeugung die wichtigste Rolle. Die Vorwärtsgeschwindigkeit ist gering und wird durch die Rückwärtsrotation beim Auftreffen auf den Tisch noch weiter verringert. Dieser Schlag kann benutzt werden, um einen Spinball zu erwidern, wodurch das Spiel verlangsamt wird oder schnelle Angriffsbälle vermieden werden können, entweder durch die flache Platzierung des Balles oder durch starke Rotation, die den Ball vom Schläger des Gegners nach unten abspringen lässt und damit Schmetterbälle bzw. den sogenannten „Schuss“ unmöglich macht, da bei einem geschlossenen Schläger mit einem extrem harten Balltreffpunkt, wie es beim Schuss üblich ist, es nicht möglich ist, auf diese Art anzugreifen. Man muss den Schläger bei einem Topspin etwas weiter unten ausholen und mit einer explosiven Geschwindigkeit den Ball (weich) treffen. Am Anfang sollte man, um Sicherheit zu bekommen, den Schläger etwas öffnen. Dabei verliert man jedoch an Tempo.
Wie man eine Technik spielt, hängt stark vom eigenen Niveau ab.

### Schnittabwehr
Der Spieler macht, mehr oder weniger weit hinter der Tischkante stehend, eine dem Unterschnittball entsprechende Bewegung. Der Ball wird allerdings im Gegensatz zum herkömmlichen Unterschnittball etwas später angenommen. Im modernen Tischtennis sollte der Ball am höchsten Punkt oder in der fallenden Phase getroffen werden, denn die Rotation bei dem neuen Ball hat sich drastisch verringert. Außerdem fallen die Bälle schneller. Bei einem relativ frühen Treffpunkt kann man dem Ball maximalen Unterschnitt geben, ohne dass der Ball schon seine ganze Rotation verloren hat. Wichtig ist hierbei eine mehr oder weniger stark geöffnete Schlägerhaltung, wodurch Geschwindigkeit und Spin des ankommenden Topspin(balles) am effektivsten in Unterschnitt umgewandelt werden. Am besten für diese Spielart geeignet sind Langnoppenbeläge. Diese Technik wird von Angriffsspielern in einer Notsituation genutzt.
Siehe auch: Slice (Ballsport)

### Sidespin
Sidespin ist eine Variante von Topspin mit Seitenschnitt. Der Ball wird mit einer tangentialen Schlägerbewegung gestreift – mit mehr oder weniger horizontaler Komponente. Dadurch erhält der Ball eine mehr oder weniger seitwärts gerichtete Rotation. Dieser Ball wird hauptsächlich als Not- oder Aufschlag eingesetzt, da man mithilfe des Sidespins die Platzierung des Rückschlags beeinflussen kann. Manche Spieler aber, die durch viel Erfahrung und Training viel Ballgefühl und -kontrolle erworben haben, setzen den Sidespin bei der Ballonabwehr ein, so dass er dann, für den Gegner oft überraschend, seitlich wegspringt oder die Flugbahn des Schusses neben den Tisch ablenkt. Durch viel Übung lässt sich die Schlaggeschwindigkeit des Topspins angleichen, was den Drall noch entscheidend erhöht. So dient er als unerwarteter Topspin-Gegenschlag. Die meistgespielte Topspin-Sidespin-Technik ist die Rückhandbanane. Hier wird ein Minirückhandtopspin über dem Tisch gespielt. Besonders bei Sidespinaufschlägen ist er effektiv, da man den Spin verstärken kann.
Die Übergänge zwischen Topspin und Sidespin sind allerdings fließend, da jede Verschiebung der Drehachse von senkrecht bis waagerecht eine Mischung aus Topspin und Sidespin ergibt. Man kann sogar den Schupfball mit Seitendrall versehen, was aufgrund der geringen Geschwindigkeit des Balles eine stark gekrümmte Flugbahn und Schwierigkeiten bei der Ballannahme zur Folge hat.

### Schuss
Beim Schuss, auch Schmetterball, Smash oder Schmetterschlag genannt, wird der Ball im höchsten Punkt (oder im aufsteigenden Teil kurz vor dem höchsten Punkt) der Flugbahn auf die gegnerische Tischseite geschlagen. Durch das frontale Treffen des Balles wird auf Spin weitgehend verzichtet und es entsteht eine sehr gestreckte, fast gerade Flugbahn. Der Spin des ankommenden Balles, der zu rotationsbedingten Winkelabweichungen führt, wird durch Öffnen des Schlägers (bei Unterschnitt-Bällen) oder Schließen des Schlägers (bei Topspins) ausgeglichen. Durch beide Techniken entsteht naturgemäß ein geringer Anteil von Spin – sein Einfluss auf die Flugbahn ist bei der hohen Geschwindigkeit ohnehin vernachlässigbar klein. Durch die gestreckte Flugbahn können nur Bälle „geschossen“ werden, die in ihrer Flugbahn irgendwann einen Punkt über Netzniveau erreichen. Theoretisch können Bälle auch im fallenden Teil der Flugbahn „geschossen“ werden, wenn der Ball im Treffpunkt noch hoch genug liegt. In der Praxis erweist sich das als eher schwierig. Allein gegen Bälle aus einer Ballonabwehr wird der Schuss häufiger aus dem fallenden Teil der Flugbahn eingesetzt. Das frühe Treffen des Balles – verbunden mit der hohen Geschwindigkeit des Schusses erhöht den (Zeit-)Druck auf den Gegner.

### Ballonabwehr
Der Spieler steht weit hinter dem Tisch und spielt den Ball extrem hoch mit Topspin oder variablem Sidespin zurück. In der Regel versucht der Spieler so, wiederholte harte Topspins oder Schüsse abzuwehren. Diese Technik verwenden oft Angriffsspieler mit sehr schnellen Belägen, die die Unterschnitt-Verteidigung wenig effektiv machen, wenn sie vom Tisch weggedrängt werden. Obwohl der Ball sehr hoch einfliegt, ist es schwierig, gegen Bälle aus der Ballonabwehr aggressiv zu spielen, weil der Ball wegen der nicht geringen Fallgeschwindigkeit und der senkrechten Flugbahn schwer zu treffen und wegen des Topspins schwer zu kontrollieren ist. Zusätzlich erschwerend ist, dass der Ball sehr viel flacher abspringt als er ankommt.

### Block
Der Block ist eine Möglichkeit, einen Topspin abzuwehren: Der Spieler steht dicht am Tisch und versucht, den Ball gegen den stark geschlossenen Schläger springen zu lassen, ohne diesen nennenswert zu bewegen; dies bewirkt eine Verlangsamung und Spinumkehr des Balles. Dabei nutzt er die lange Topspin-Bewegung des Gegners, um durch gute Platzierung des Balles den Punkt zu erzielen. Als Variante gibt es den aggressiven Block, auch Konterball genannt, bei dem der Schläger nicht passiv gehalten wird, sondern – um den Gegner unter Druck zu setzen – eine kurze drückende Bewegung nach vorne gemacht wird.

### Konterball
Ein Konterball ist ein gerader, spinarmer Ball mit mittlerer bis hoher Geschwindigkeit. Er wird von europäischen Spielern fast nur noch zum Einspielen genutzt. Für die asiatischen Penholder-Spieler früherer Jahre sowie Milan Orlowski, die mit wenig griffigen Noppen-außen-Belägen ausschließlich nahe am Tisch operierten, stellte er jedoch das bevorzugte Spielgestaltungsmittel dar, da die Ballwechsel extrem kurz und schnell ausgeführt werden können. In der Weltspitze hat sich jedoch auch unter den Penholdern der Topspin als spielbestimmende Schlagtechnik durchgesetzt, da durch Materialweiterentwicklung der Hölzer und Beläge und das Frischkleben tischnahe Block- und Konterbälle fast unmöglich geworden sind. Das Frischkleben vor Spielbeginn und während eines Spiels ist allerdings nach den Regeln der ITTF seit September 2008 nicht mehr zulässig.

### Flip
Der Flip ist ein Ball, der über dem Tisch mit einer Kippbewegung aus dem Handgelenk gespielt wird. Der klassische Flip erfolgt kurz hinter dem Netz, während ein Spieler einen kurz platzierten Ball erwidert, indem er den Ball mit einer entsprechenden Handgelenkbewegung auf die gegnerische Tischhälfte spielt. Grundsätzlich unterscheidet man den Vorhandflip und den Rückhandflip. Der Flip wird auf Unter- oder Seitenschnittbälle gespielt, die zu kurz oder zu flach für Topspin oder Schuss sind. Der Flip wird insbesondere für den aggressiven Rückschlag verwendet. Er nutzt hauptsächlich die Rotation des Aufschlages für einen schnellen und platzierten Rückschlag, der einen Topspinangriff des Gegners verhindern soll und ist der technisch anspruchsvollste Schlag beim Tischtennis. Während dieser Schlag früher eher selten eingesetzt wurde, so besitzt er vor allem im Spitzentischtennis eine zentrale Bedeutung. Moderne Spielertypen setzen den Rückhandflip bei nahezu jedem Rückschlag ein und spielen diesen auch, wenn auf ihre Vorhandseite aufgeschlagen wurde. Hier wird insbesondere die Rückhandbanane eingesetzt: ein Rückhandflip mit Sidespin. Dabei wird der Ball auch öfters mit sehr offenem Schlägerblatt getroffen. Die Banane gilt als moderner Flip, denn bei der Banane kann man deutlich mehr Handgelenk und Unterarm benutzen. Sie ist schneller und besonders bei Sidespin-Aufschlägen effektiver. Dadurch, dass man etwas seitlich ausholen kann, lässt sich auch ein großer Teil des Tisches mit der Rückhand abdecken. Ein typischer Vertreter für diese Technik ist Dimitrij Ovtcharov.

### Schupfball
Der Schupfball ist ein Unterschnittball, der über dem Tisch gespielt wird. In höheren Klassen wird er beinahe nur noch als sicherer Rückschlag auf schwierige Aufschläge oder starke Unterschnittbälle verwendet. Selbst moderne Abwehrspieler streben (zumindest bei eigenem Aufschlag) an, möglichst als erster „anzuziehen“ (auf Topspin-Spiel zu wechseln), um dem Gegner die Initiative zu nehmen.

## Trainingsspiele

### Kaiserspiel
Das Kaiserspiel ist eine beliebte Trainingsspielart des Tischtennis.
Dabei spielen beliebig viele (mindestens vier) Spieler gegeneinander. Die Partien werden gleichzeitig auf verschiedenen, nebeneinander aufgestellten Tischen ausgetragen. Am Anfang werden ein Kaiser-Tisch und ein Bettler-Tisch (teilweise auch Verlierer-Tisch) bestimmt, wobei beide an den Enden der Tischreihe stehen müssen. Die teilnehmenden Spieler verteilen sich dann jeweils paarweise auf die zur Verfügung stehenden Tische. Sollte die Zahl der Spieler mehr als doppelt so groß wie die Zahl der Tische sein, so setzen einige Spieler zunächst aus. Anschließend wird an den Tischen nach Punkten gespielt. Wenn ein zuvor vereinbartes Ziel erreicht ist (zum Beispiel: an einem Tisch ist ein Satz beendet oder es ist eine bestimmte Zeiteinheit beendet), ruft der Spieler, der dies feststellt, oder der Übungsleiter „Stopp“ und alle Spiele werden mit dem aktuellen Spielstand beendet, außer denjenigen, die zu diesem Zeitpunkt unentschieden stehen. Diese Partien werden weitergespielt, bis ein Sieger feststeht. Der jeweilige Sieger am Tisch bewegt sich einen Tisch weiter in Richtung Kaiser-Tisch, der jeweilige Verlierer einen Tisch in Richtung Bettler-Tisch. Der Sieger des Kaiser-Tisches verbleibt an seinem Tisch und ist der neue Kaiser, der Verlierer des Bettler-Tisches setzt gegebenenfalls aus, um einem der bisher aussetzenden Spieler den Eintritt in das Spiel zu ermöglichen. Anschließend beginnen die Spiele von Neuem. Dieses Verfahren wird so lange wiederholt, bis die zur Verfügung stehende Zeit abgelaufen ist.
Insbesondere im Jugendtraining wird das Kaiserspiel häufig dazu eingesetzt, die in der vorherigen Trainingseinheit geübten Schlagtechniken wettkampfähnlich einzusetzen. Dies kann zum Beispiel derart geschehen, dass der aus Richtung Kaiser-Tisch absteigende Spieler ausschließlich Vorhand-Topspin spielen darf und der von dem Bettler-Tisch aufsteigende Spieler ausschließlich mit einem Blockball antworten darf (natürlich sind auch alle anderen Kombinationen denkbar).
Außerdem ist das Kaiserspiel geeignet, um vom starren und (mental) anstrengenden Training ein wenig abzukommen und durch lustige Spielvarianten (Penholder, Ping-Pong, Spiel mit der anderen Hand, Spielen ohne Schläger, „Headi“-Spiel etc.) etwas Spaß und Ablenkung einkehren zu lassen.
Der Vorteil (in manchen Situationen auch der Nachteil) des Kaiserspiels ist, dass nach einiger Zeit die Spieler mit annähernd gleicher Spielstärke gegeneinander spielen. Wenn der Trainer den Nachteil ausgleichen und dafür sorgen möchte, dass die stärkeren Spieler häufiger gegen die schwächeren spielen, kann er zu einem bestimmten Zeitpunkt einfach die Richtung ändern und den Kaisertisch zum Bettlertisch erklären. Die stärkeren Spieler müssen sich dann erneut zum Kaisertisch durchkämpfen.

### Spiel am halben Tisch
Als Notlösung (zu viele Spieler/zu wenige Tische) entstanden, hat das Spiel am halben Tisch eine konzentrations- und präzisionsfördernde Wirkung. Vier Spieler spielen an einem Tisch mit zwei Bällen. Jeder Spieler hat nur eine Tischhälfte zur Verfügung. Das Spiel kann parallel oder diagonal durchgeführt werden. Bei der diagonalen Variante kommt es häufiger zu Ballkollisionen. Die Spieler lernen dabei,
- den Ball genau zu platzieren und
- sich nicht durch Umgebungsgeräusche oder peripher erfasste Bewegungen (Zuschauer / Nachbartisch) ablenken zu lassen.

### Weitere
- Topspin-Spiel
- Ballonspiel
- Service-King
- Partner-Board
- Marathon
- Power-Spiel
- 7-Punkte-Ablösespiel
- beidhändiges Tischtennis
- Schwarz-Weiß-Spiel

### Trainingsgeräte
Ein weit verbreitetes Trainingsgerät ist der sogenannte „Ballroboter“. Die Maschine platziert in bestimmten Abständen, Geschwindigkeiten und mit diversen Schnittvarianten Tischtennisbälle auf verschiedene Stellen auf den trainierenden Spieler. Der Einsatz eines Roboters als Mittel zur Perfektionierung der Schläge und zum Ausdauertraining ist nahezu unproblematisch. Tischtennistrainingsgeräte werden unterstützend zum Erlernen der Grundschläge für das wettkampfmäßige Tischtennisspiel oder auch zur Verbesserung von Schlagsicherheit und Ausdauer eingesetzt. Je nach Grundschlagart, wie Topspin, Schupfball, Aufschlag, werden entsprechende Trainingsgeräte im Vereinstraining angewandt.

## Anzahl aktiver Spieler nach Ländern
| Land                       | Anzahl der lizenzierten Spieler |
| -------------------------- | ------------------------------- |
| Volksrepublik China        | 10 000 000                      |
| Russland (ehemalige UdSSR) | 3 000 000                       |
| Deutschland                | 670 000                         |
| Indonesien                 | 385 000                         |
| Japan                      | 300 000                         |
| Vereinigtes Königreich     | 220 000                         |
| Frankreich                 | 191 202                         |

## Spielbetrieb und Verbände
Tischtennis wird sowohl als Hobby zu Hause in Garten, Garage oder Keller als auch national und international verbandsweise organisiert innerhalb von Vereinen gespielt. Die Spielweise von Hobbyspielern unterscheidet sich in der Schnelligkeit und – auch infolge des unterschiedlichen Schlägermaterials – in der Technik deutlich von der Spielweise von Wettkampfspielern.

### Deutschland
Dem Deutschen Tischtennis-Bund gehören fast 10.000 Vereine mit rund 670.000 Mitgliedern an. Gespielt werden Damen- und Herreneinzel, Damen- und Herrendoppel sowie gemischtes Doppel. In der Saison 2009/2010 nahmen 49.255 Mannschaften am Spielbetrieb teil.
Nationale Mannschaftswettbewerbe
Nationale Mannschaftswettbewerbe werden in verschiedenen Spielklassen organisiert, innerhalb derer man auf- oder absteigen kann. Einteilung und Wertung in den unteren Klassen obliegt dem zuständigen Landesverband, so dass wegen der unterschiedlichen Spielerzahl und Spielstärke nicht alle Ligenbezeichnungen aller Verbände miteinander verglichen werden können.
Im Ligabetrieb finden Punktspiele nach einer bestimmten Systematik statt. In den meisten Spielklassen bestehen Herrenmannschaften aus sechs Spielern, die im sogenannten Paarkreuzsystem gegeneinander antreten. Es wird zuerst in drei Doppeln, anschließend in sechs bis zwölf Einzeln gespielt, bis eine Mannschaft neun Siege und damit neun Punkte erreicht hat. Hat nach diesen maximal 15 Spielen keine Mannschaft neun Punkte erreicht, entscheidet ein Entscheidungsdoppel über Sieg oder Unentschieden. Im Frauen- und Jugendbetrieb, in den höchsten Spielklassen sowie in Pokalspielen gelten teilweise leicht modifizierte Systematiken.
Folgende Spielklassen gibt es in Deutschland:
- 1. Bundesliga – eingleisig (Herren und Damen); Die Tischtennis-Bundesliga der Herren mit dem Serienmeister Borussia Düsseldorf und Traditionsvereinen wie der TTC Zugbrücke Grenzau gilt als eine der stärksten Ligen Europas, vor allem wegen der Gastspieler und der höchsten Anzahl Welt-Top-100-Spieler. Bei den Damen ist seit 2014 die ttc berlin eastside ununterbrochen Deutscher Meister und ebenfalls seit 2014 drei Mal Meister der ETTU Champions League geworden.
- 2. Bundesliga – eingleisig (Herren und Damen)
- 3. Bundesliga – zweigleisig (Herren und Damen)
- Regionalliga – vierteilig (Herren und Damen)
- Oberliga – 9 Ligen (Herren und Damen)

Die unter der Oberliga liegenden Spielklassen sind von Landesverband zu Landesverband sowohl in der Einteilung als auch der Benennung sehr unterschiedlich, sind jedoch meist in Spielklassen auf Verbandsebene, Bezirksebene und Kreisebene untergliedert.
Mit Beginn der Spielzeit 2014/15 (ab 1. Juli 2014) wurde eine neue Struktur eingeführt. Die 2. Bundesligen wurden eingleisig. Darunter entstanden zwei eingleisige 3. Bundesligen (Nord und Süd).
Einzelmeisterschaften
Einzelmeisterschaften werden auf den jeweiligen Verbandsebenen organisiert: Kreismeisterschaft, Bezirksmeisterschaft, Landesmeisterschaft und final die deutsche Meisterschaft.
Außerdem gibt es, ebenfalls auf den jeweiligen Ebenen, die Ranglistenturniere und Pokalspiele. Weiterhin finden meist nach Spielklassen unterteilte allgemeine Turniere in großer Zahl statt. Die Turniere werden nach einem in der Wettspielordnung festgelegten System durchgeführt.

### Österreich
Der Spielbetrieb unterliegt dem Österreichischen Tischtennisverband ÖTTV.
Übliche Spielsysteme sind:
- 3 gegen 3 Einzel + 1 Doppel (Swaythling-Cup System mit Doppel) mit Abbruch bei Sieg nach frühestens 7 Spielen (Ergebnisse 7 : 0, 6 : 1, 6 : 2, 6 : 3, 6 : 4, 5 : 5)
- 4 gegen 4 Einzel mit Abbruch nach dem 9. Sieg (Ergebnisse 9 : 0, … 9 : 7, 8 : 8)
- 2 gegen 2 Einzel + 1 Doppel (Corbillon-Cup-System) mit Abbruch nach dem 3. Sieg – wird häufig bei zentralen Meisterschaften eingesetzt.
- In manchen Klassen ist der Einsatz eines Juniorenspielers und/oder eines Österreichers erforderlich.
- Der Einsatz von Jugendlichen in Herrenmannschaften unterliegt keinen, der von Damen nur wenigen Einschränkungen.

Damen-, Senioren- und Jugendmannschaftsbewerbe werden häufig als zentrale Meisterschaften durchgeführt. Dabei spielen alle Mannschaften gleichzeitig an einem Ort mehrere Runden gegeneinander, sodass die gesamte Meisterschaft an wenigen Terminen abgewickelt wird.
Folgende Spielklassen der Herren gibt es in Österreich:
- 1. Bundesliga (ehem. Staatsliga A)
- 2. Bundesliga (ehem. Staatsliga B)

Danach sind die weiteren Spielklassen je Bundesland unterschiedlich geregelt.
In Niederösterreich gibt es:
- DONIC Liga (= Landesliga)
- 2. Landesliga (2 ×)
- Oberliga (4 × regional)
- Unterliga (7 × regional)
- darunter in jeder Region Klassen nach Bedarf (derzeit 2 bis 7)

### International
- Europameisterschaft
- Einzel- und Mannschaftsweltmeisterschaft
- Olympische Sportart (seit 1988)
- Champions League mit den 16 stärksten europäischen Vereinsmannschaften

Der Tischtennisverband auf europäischer Ebene ist die European Table Tennis Union (Europäische Tischtennisunion ETTU). Zuständig für die Regeln ist der von der International Table Tennis Federation abgehaltene ITTF-Kongress („Annual General Meeting“). Dieses Gremium tritt normalerweise bei den Tischtennisweltmeisterschaften zusammen und berät über Regeländerungen.

## Inklusion

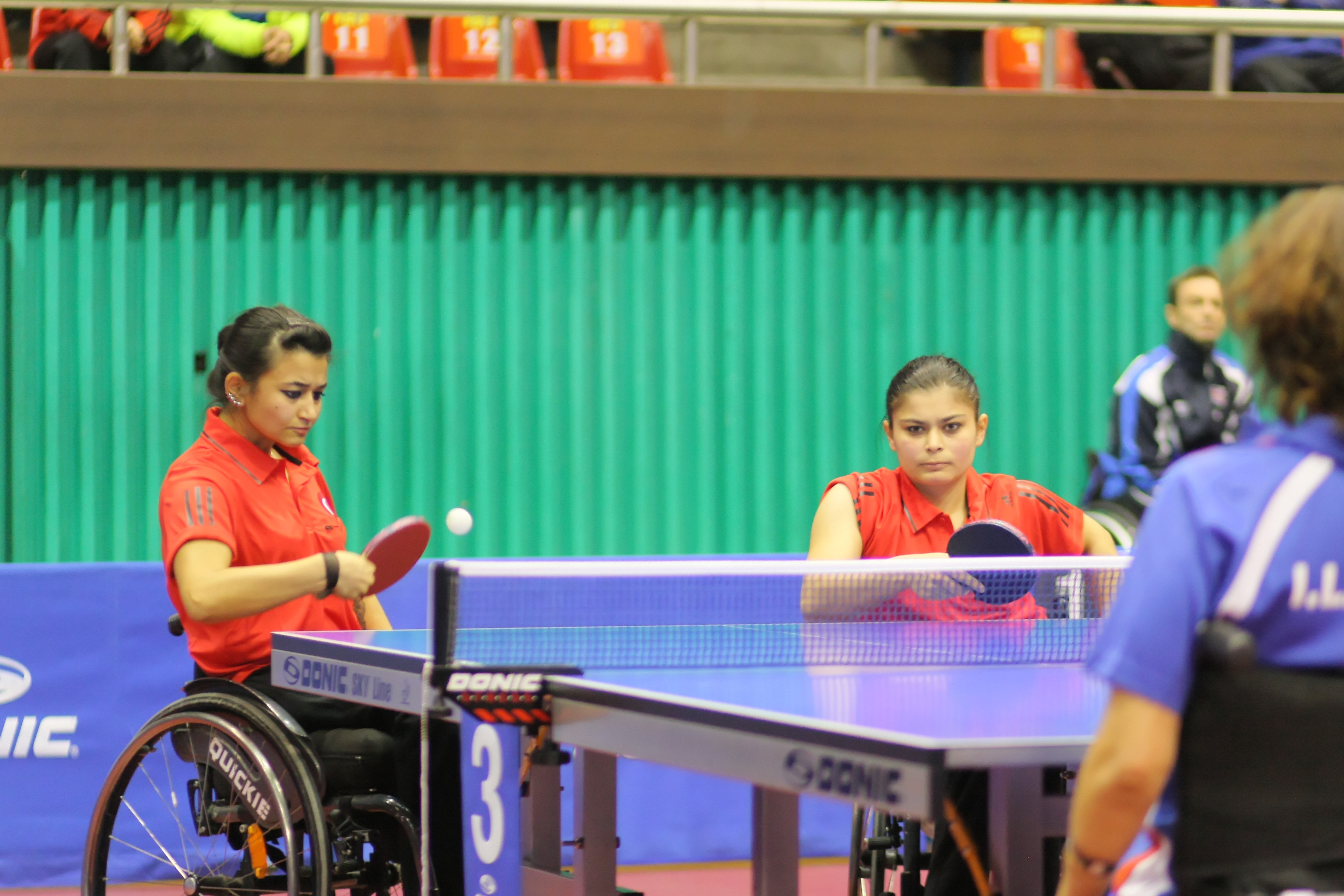
Nergiz Altıntaş und Kezban Çakır bei den Para-Tischtennis-Weltmeisterschaften 2010

Tischtennis (Special Olympics) ist eine Sportart, die auf den Regeln von Tischtennis beruht und in Wettbewerben und Trainingseinheiten der Organisation Special Olympics weltweit für geistig und mehrfach behinderte Menschen organisiert wird. Tischtennis wird seit 1987 bei Special Olympics World Games angeboten.
Para Tischtennis ist seit den ersten Paralympischen Spielen 1960 in Rom eine der für diesen Wettkampf zugelassenen Sportarten. Der Sport ist in Hinblick auf die teilnehmenden Athleten der drittgrößte paralympische Sport. Seit 1990 werden Weltmeisterschaften in dieser Sportart ausgetragen.

## Ranglisten

### Deutschland

#### Historisch
Die Rangliste für deutsche Tischtennisspieler wird seit 1930 vom Deutschen Tischtennis-Bund (DTTB) herausgegeben. Bis Mitte der 1980er Jahre wurde sie manuell von einer Wertungskommission erstellt. Seit 1985 nutzt der DTTB im Herrenbereich ein Computerprogramm zur Ermittlung der Ranglistenplätze. Das Computerprogramm geht auf Albert Hill zurück, die Vorgaben kommen vom DTTB. Nach Hills Tod entwickelte Christian Franzel ab 1990 das Programm weiter. Da das System bereits von der Tischtennisfirma JOOLA genutzt wurde, trägt die Rangliste den offiziellen Namen JOOLA-Computer-Rangliste.
Bei Erfolgen in folgenden offiziellen Wettbewerben können Spieler Ranglistenpunkte erspielen:
- nationale Einzelmeisterschaften
- nationale Mannschaftsmeisterschaften
- nationale Ranglistenturniere

Bei der Punkteermittlung wird jeweils die erwartete Leistung eines Spielers berücksichtigt, die von der Spielstärke der Gegner abhängt. Die Spielstärke wird bei deutschen Gegnern aus der JOOLA Computer Rangliste abgelesen. Ein Sieg gegen einen wesentlich schwächeren Gegner wird nicht gewertet. Auch internationale Ergebnisse werden nicht berücksichtigt. Wenn mindestens 15 Spielergebnisse vorliegen, davon fünf gewertete, dann kann die Ranglistenposition errechnet werden. Andernfalls wird der Spieler in der Rangliste nicht berücksichtigt.
Dies kann zu überraschenden Effekten führen. So musste Qianhong Gotsch 1999 in der 2. Bundesliga fast ausschließlich gegen erheblich schwächere Gegnerinnen antreten, weshalb diese Begegnungen nicht gewertet wurden. Daher lagen zu wenige gewertete Ergebnisse vor. Als Folge wurde Qianhong Gotsch, die damals zu den besten deutschen Spielerinnen zählte, nicht in die Rangliste aufgenommen. Auch Timo Boll fiel 2009 aus der Rangliste, da weniger als fünf Spiele gewertet werden konnten. Boll hatte zu oft gegen wesentlich schwächere Gegner gespielt.
Am Ende der Monate September bis Mai – also während der Tischtennissaison – wird jeweils eine neue Rangliste erstellt, welche die Ergebnisse der letzten vier Wertungsmonate auswertet. Beispielsweise umfasst die Oktoberrangliste die Monate April, Mai, September und Oktober. Die Juni-Rangliste gilt als Jahresrangliste des DTTB.
Nach dem Zweiten Weltkrieg wurde die gesamtdeutsche Rangliste jährlich vom Arbeitsausschuß Deutscher Tischtennis-Sport erstellt, dem Vertreter des DTTB und der Sektion Tischtennis der DDR angehörten. 2005 wurde erstmals eine Rangliste für Senioren veröffentlicht. Diese wird dreimal pro Jahr aktualisiert.
Diese Ranglisten wurden inzwischen durch die TTR-Rangliste abgelöst.

#### TTR-Rangliste
2011 wurde ein Wertungssystem namens TTR (Tischtennis-Rating) eingeführt, das die persönliche Spielstärke für jeden deutschen Aktiven abbildet, ähnlich zur Elo-Zahl beim Schach. Die Wertungen erfolgen automatisiert mittels der im Portal click-TT eingetragenen Spielergebnisse. Eine quartalsweise aktualisierte Liste kann auf mytischtennis eingesehen werden.
Bestreiten Spieler auf einer TTR-relevanten Veranstaltung (alle Verbandsspiele in den Ligen und die meisten Turniere) Einzelspiele, steigt oder sinkt ihr TTR-Wert abhängig von der Anzahl ihrer Siege und der Gewinnwahrscheinlichkeit, die sich aus der TTR-Differenz zum jeweiligen Gegner errechnet. Die TTR-Werte aller Aktiven werden täglich aktualisiert. Dazu gibt es noch einen QTTR-Wert, welcher der quartalsweise zu bestimmten Stichtagen „eingefrorene“ TTR-Wert ist. Dieser wird für die Reihenfolge bei Mannschaftsaufstellungen und für die Klasseneinteilung bei manchen Turnieren herangezogen.
Kinder und Anfänger starten üblicherweise mit einem TTR-Wert von unter 1000, während die besten Profispieler bei über 2600 stehen. Ab einem Unterschied von etwa 200 Punkten hat der schwächere Spieler in der Regel kaum noch eine Siegchance (4 % bei Differenz von 207).
Zusätzlich gibt es ein paar Sonderregeln für die TTR-Berechnung in bestimmten Fällen, die einen möglichst realistätsnahen Wert sicherstellen sollen. So sind z. B. die maximal möglichen Wertänderungen für Jugendliche und neue Spieler höher, weil dort schnellere Entwicklungen der Spielstärke bzw. noch unsichere initiale TTR-Werte erwartet werden. Bei längerer Inaktivität eines Spielers (kein TTR-relevantes Spiel seit 24 Monaten) wird dessen TTR-Wert automatisch reduziert, um die fehlende Spielpraxis abzubilden.

### Europa
Zunächst erstellte die ETTU die Europaranglisten nach einem System, das als nicht transparent kritisiert wurde. Ende der 1980er Jahre entwarf Zlatko Čordaš das sogenannte System Corda. Danach wurde die Platzierung jedes Spielers bei offiziellen internationalen Turnieren mit einer festgelegten Anzahl Punkte gewertet. Anhand der Punktesumme ergab sich die Rangliste. Auf diese Weise war die entstandene Rangliste nachvollziehbar. Später wurde die Europarangliste aus der ITTF-Weltrangliste abgeleitet, indem man die nicht-europäischen Spieler weglässt.

## Erfolge deutscher Spieler und Mannschaften
- 1929 Das Damendoppel Erika Metzger/Mona Rüster gewinnt die Goldmedaille bei der Weltmeisterschaft in Budapest.
- 1934 Deutsche Damenmannschaft belegt den 1. Platz bei der Weltmeisterschaft in Paris.
- 1934 + 1936 Astrid Krebsbach 2. Platz bei Weltmeisterschaft 1934 und 1936.
- 1939 Deutsche Damenmannschaft belegt den 1. Platz bei der Weltmeisterschaft in Kairo.
- 1957 Heinz Schneider (Thüringen) 3. Platz bei der WM in Stockholm.
- 1962 Europameisterschaft in Berlin (West) Damen-Mannschaft belegt 1. Platz; Agnes Simon 1. Platz im Einzel.
- 1968 Europameisterschaft in Lyon 1. Platz der Damenmannschaft.
- 1969 Eberhard Schöler Vizeweltmeister in München, Gabriele Geißler (DDR) wird Zweite im Damen-Einzel, die deutsche Herrenmannschaft wird WM-Zweiter.
- 1978 Wilfried Lieck/Wiebke Hendriksen werden Europameister im Mixed.
- 1989 Jörg Roßkopf und Steffen Fetzner in Dortmund Weltmeister im Doppel.
- 1992 Jörg Roßkopf wird Einzeleuropameister in Stuttgart.
- 1992 Jörg Roßkopf und Steffen Fetzner werden in Barcelona bei den Olympischen Sommerspielen Olympiazweite im Doppel.
- 1996 Jörg Roßkopf gewinnt bei den Olympischen Sommerspielen Bronze im Einzel.
- 1996 Nicole Struse wird dreifache Europameisterin: Im Einzel, in der Mannschaft und mit Elke Schall im Doppel.
- 1998 Nicole Struse und Elke Schall werden Europameister im Doppel und mit der Mannschaft.
- 1998 Jörg Roßkopf gewinnt den World Cup.
- 2002 Timo Boll und Zoltan Fejer-Konnerth Europameister im Doppel.
- 2002 Timo Boll Europameister im Einzel und auch Goldmedaille im Doppel.
- 2002 Timo Boll gewinnt den World Cup.
- 2004 Die deutsche Herrenmannschaft wird WM-Zweiter bei den Mannschaftsweltmeisterschaften in Doha (Katar).
- 2005 Timo Boll und Christian Süß werden in Shanghai Vizeweltmeister im Doppel.
- 2005 Timo Boll gewinnt den World Cup.
- 2007 Die deutsche Herrenmannschaft wird Europameister in Belgrad. Timo Boll wird Europameister im Einzel. Timo Boll und Christian Süß werden Europameister im Doppel.
- 2008 Timo Boll, Dimitrij Ovtcharov und Christian Süß gewinnen als Mannschaft Silber bei den Olympischen Spielen in Peking.
- 2008 Die deutsche Herrenmannschaft wird Europameister in Sankt Petersburg. Timo Boll wird Europameister im Einzel. Timo Boll und Christian Süß werden Europameister im Doppel.
- 2008 Timo Boll gewinnt Silber beim World Cup.
- 2009 Die deutsche Herrenmannschaft wird Europameister in Stuttgart.
- 2009 Jiaduo Wu wird Europameisterin in Stuttgart.
- 2010 Die deutsche Herrenmannschaft wird Vizeweltmeister in Moskau; die deutsche Damenmannschaft gewinnt Bronze.
- 2011 Timo Boll gewinnt die Bronze-Medaille bei der WM in Rotterdam
- 2012 Die deutsche Herrenmannschaft gewinnt die Silbermedaille bei der Tischtennisweltmeisterschaft in Dortmund.
- 2012 Dimitrij Ovtcharov gewinnt Bronze bei den Olympischen Spielen in London.
- 2012 Die deutsche Herrenmannschaft um Dimitrij Ovtcharov, Timo Boll und Bastian Steger gewinnt die Bronzemedaille bei den Olympischen Spielen in London.
- 2012 Timo Boll gewinnt Silber beim World Cup.
- 2013 Das deutsche Herren- und Damenteam gewinnt Gold bei den Europameisterschaften 2013 in Schwechat.
- 2013 Dimitrij Ovtcharov wird Europameister 2013 im Herren-Einzel. Petrissa Solja und Sabine Winter werden Europameisterinnen im Damen Doppel.
- 2014 Die deutsche Damenmannschaft gewinnt Gold bei den Europameisterschaften 2014 in Lissabon.
- 2014 Die deutsche Herrenmannschaft gewinnt die Silbermedaille bei der Tischtennisweltmeisterschaft in Tokio.
- 2015 Die deutsche Damenmannschaft gewinnt Gold bei den Europaspielen in Baku, Dimitrij Ovtcharov gewinnt im Einzel.
- 2015 Die deutsche Damenmannschaft gewinnt Gold bei den Europameisterschaften 2015 in Jekaterinburg. Dimitrij Ovtcharov wird Europameister im Herren-Einzel.
- 2016 Die deutsche Herrenmannschaft um Dimitrij Ovtcharov, Timo Boll und Bastian Steger gewinnt die Bronzemedaille bei den Olympischen Spielen in Rio de Janeiro, die Damenmannschaft um Han Ying, Petrissa Solja und Shan Xiaona gewinnt Silber.
- 2019 Die deutsche Damen- und Herrenmannschaften gewinnen Gold bei den Europaspielen in Minsk, Timo Boll im Einzel sowie Petrissa Solja mit Patrick Franziska im Mixed.
- 2021 Bei den Europameisterschaften in Warschau gewinnt im Herren-Einzel Timo Boll Gold und Dimitrij Ovtcharov Silber. Petrissa Solja gewinnt in der Einzelkonkurrenz der Damen erstmals EM-Gold. Auch im Doppel gewinnt Solja an der Seite ihrer Partnerin Shan Xiona Gold, ebenso wie Nina Mittelham und Dang Qiu in der Mixed-Konkurrenz.
- 2021 Dimitrij Ovtcharov gewinnt bei den Olympischen Spielen in Tokio Bronze im Einzel und gemeinsam mit Timo Boll, Patrick Franziska und Benedikt Duda Silber im Mannschaftswettbewerb der Herren. Die Damenmannschaft um Bundestrainerin Jie Schöpp unterliegt im Spiel um Bronze und wird Vierter.
- 2021 Sowohl die Nationalmannschaft der Damen, bestehend aus Nina Mittelham, Sabine Winter, Chantal Mantz und Annett Kaufmann, als auch die Nationalmannschaft der Herren, bestehend aus Patrick Franziska, Ruwen Filus, Benedikt Duda, Dang Qiu und Kay Stumper, gewinnen bei den Mannschafts-Europameisterschaften in Cluj Gold.
- 2023 Die deutsche Damenmannschaft gewinnt Gold bei den Europaspielen in Krakau, Nina Mittelham und Dang Qiu im Mixed.

## Wissenswertes

### Rekordballwechsel und -spiele
- Vom 31. Oktober 2021 bis 31. Oktober 2022 absolvierte Luca Gonschorowsky (Deutschland) vom SuS Polsum in Marl insgesamt 1925 offizielle Wettkampfspiele. Der Weltrekord mit den "meisten offiziellen Wettkampfspielen in einem Jahr" wurde vom RID (Rekord-Institut Deutschland) anerkannt. Diese Anzahl an Spielen erreichte er durch die Teilnahme an Turnieren der Turnierserien „andro-WTTV-cup“ (Nordrhein-Westfalen) oder „TTVN Race“ (Niedersachsen). Bei diesen Serien spielte er bei über 300 Turnieren mit.[56]
- Bei der Weltmeisterschaft in Prag 1936 „kämpften“ „Alex“ Aloizy Ehrlich (Polen) und Farkas Paneth (Rumänien) 2 Stunden und 12 Minuten um einen einzigen Punkt (ausführliche Beschreibung dieses Matches im Artikel Aloizy Ehrlich). Im gleichen Turnier wurde die Begegnung zwischen Michel Haguenauer (Frankreich) und Vasile Goldberger-Marin (Rumänien) nach 7,5 Stunden beim Stande von 5 : 3 im 5. Satz durch die Turnierleitung abgebrochen.[33]
- Das längste Mannschaftsspiel wurde 1936 in Prag ausgetragen. Das Finale um den Swaythling-Cup zwischen Österreich und Rumänien begann am Sonntag, dem 15. März (11 Uhr) und endete am folgenden Mittwoch. Am Ende gewann Österreich.
- Als längster Ballwechsel im Guinness-Buch der Rekorde ist ein 8 Stunden und 30 Minuten und 6 Sekunden dauerndes Hin und Her zwischen den US-Amerikanern Max Fergus und Luke Logan verzeichnet, welches am 26. August 2013 in der Sports Enhancement Academy in Stoughton (Wisconsin) stattfand.[57] Ebenfalls in Stoughton wurde dieser Rekord mit 8 Stunden, 40 Minuten und 10 Sekunden von Daniel Ives und seinem Vater Peter um mehr als 10 Minuten überboten, allerdings liegt noch kein Eintrag im Guinness-Buch vor.[58]
- Nicht ins Guinness-Buch der Rekorde gelangte ein noch längerer Ballwechsel von 8 Stunden und 34 Minuten und 29 Sekunden. Diesen schafften am 31. August 2009 in Japan die Spieler Kōji Matsushita und Hiroshi Kamura-Kittenberger.[59] Am 22. Juni 2024 erhöhten Daniel Ives und Lloyd Gregory den Rekord auf 13 Stunden, 36 Minuten und 36 Sekunden.[60]
- 170 Ballkontakte innerhalb einer Minute schafften bei den Internationalen Britischen Meisterschaften am 28. Februar 1986 in Newcastle Alan Cooke und Desmond Douglas (beide GB). Das sind fast drei Ballkontakte pro Sekunde. Übertroffen wurde dies am 7. Februar 1993 in Ipswich (Großbritannien) von den Schwestern Jackie Bellinger und Lisa Lomas, die mit 173 Ballkontakten den aktuellen Rekord halten.[61]
- Der Weltrekord im Dauer-Tischtennis zwischen zwei Spielern beträgt mehr als 105 Stunden. Mitte September 1979 spielten Helmut Hanus und Volker Fernath in Stuttgart im Freien 105 Stunden und 8 Minuten. 1984 spielte Jean-Marie Sins (30 Jahre, Elsass) gegen 20 wechselnde Gegner 150 Stunden, 14 Minuten und 53 Sekunden lang.[62]
- Das längste Einzelmatch bestritten die beiden Baden-Württemberger Uwe Geiger und Thomas Opiol (beide aus Schömberg) vom 14. bis 21. April 1985; sie spielten insgesamt 168 Stunden.[63]
- Das längste Doppel spielten mit 102 Stunden Roland Merklein, Volker Fernath, Hilmar Küttner und Helmut Hanus aus Stuttgart vom 23. bis 27. Mai 1980.[64]
- Im September 2001 stellte der 1. TTC Ketsch einen 24-Stunden-Rekord im Tischtennis auf. Dabei spielten über die Dauer von 24 Stunden nacheinander jeweils 2 Spieler an einem Tisch, wobei jeder Spieler nur einmal und maximal 10 Minuten spielen durfte. Dabei beteiligten sich 1036 Spieler, darunter der niederländische Nationalspieler Trinko Keen.[65]
- Im Mai 2008 wurde unter dem Motto „Ein Dorf spielt Tischtennis“ durch die SG 1908 Oberbiel 200 Stunden lang ohne Unterbrechung an mindestens zwei Tischen Tischtennis gespielt. Damit stellt die SG den deutschen Rekord für die längste ununterbrochene Breitensportveranstaltung.

### Spieler

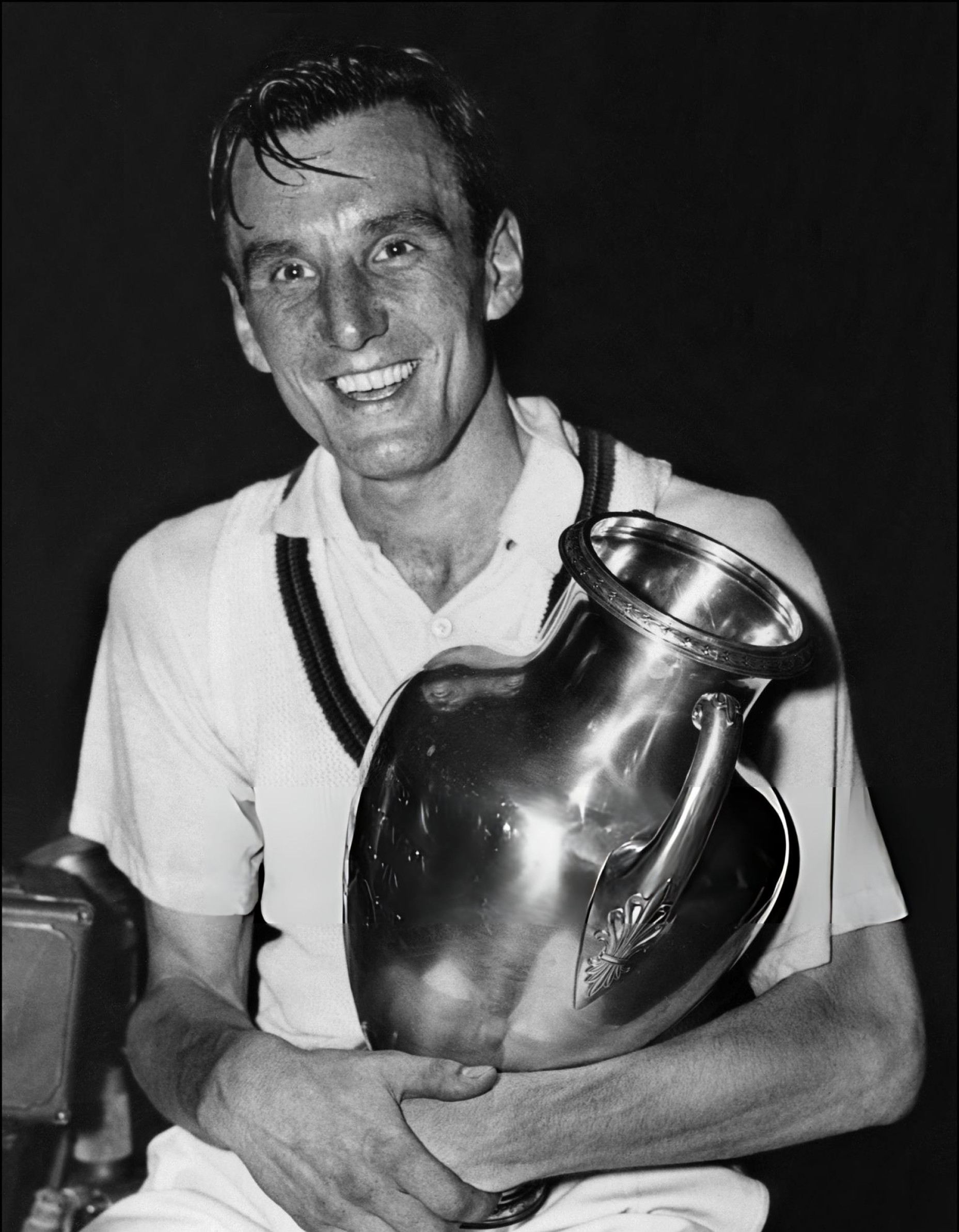
Tischtennis-Weltmeister und Wimbledon-Sieger Fred Perry

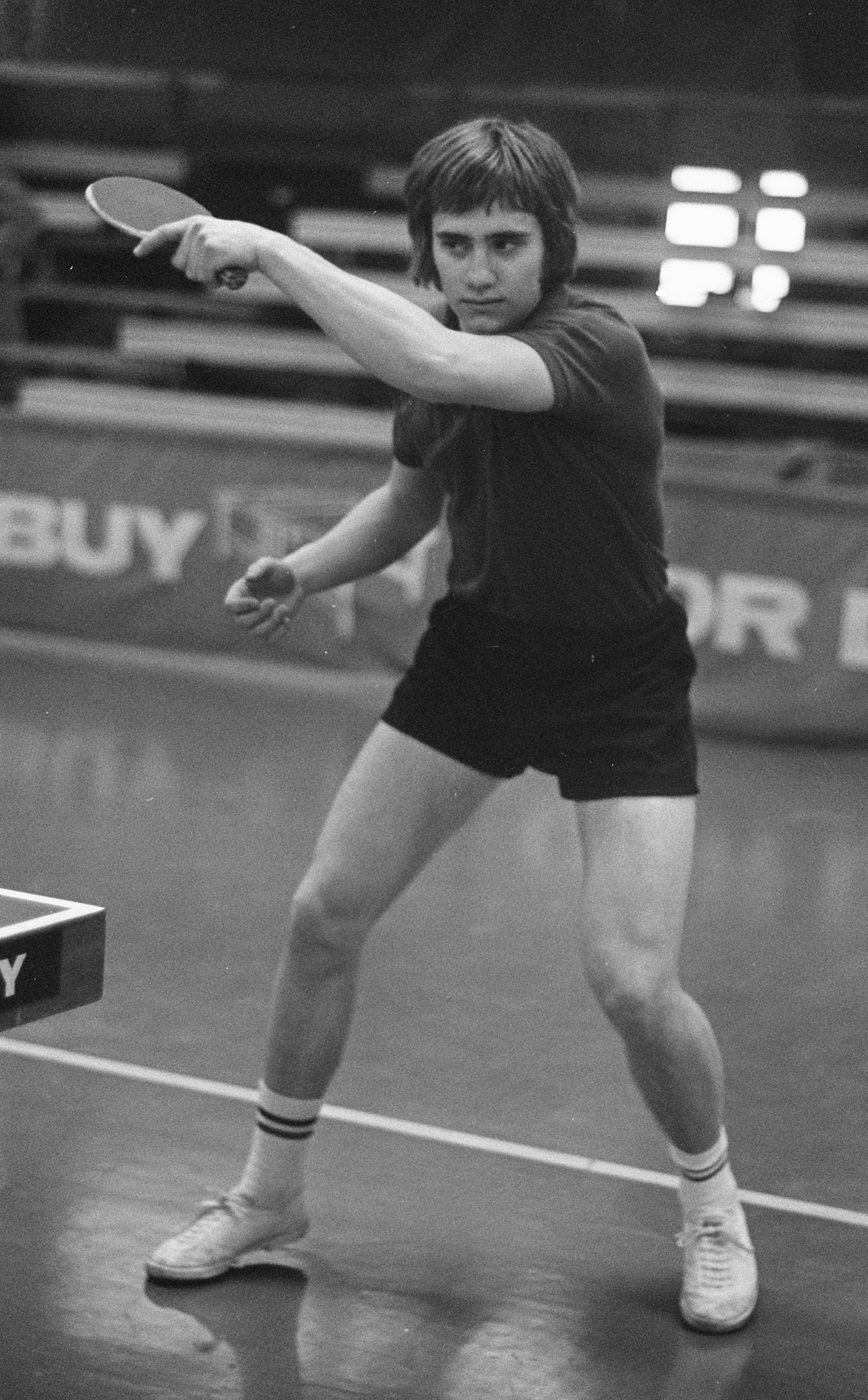
Stellan Bengtsson (1972)

- Fred Perry wurde 1929 Tischtennis-Weltmeister. Später stieg er auf Tennis um und wurde durch seine Siege in Wimbledon bekannt.
- Ann Haydon-Jones, die 1957 alle drei WM-Endspiele im Einzel, Doppel und Mixed im fünften Satz verlor, stand ab 1960 zwölf Jahre in den Top Ten im Tennis und gewann Wimbledon.
- 1993 gewannen erstmals Zwillinge eine deutsche Meisterschaft: Melanie und Yvonne Wenzel (Hachmühlen) holten den Titel im Schülerinnen-Doppel.[66] Im selben Jahr gewannen sie Silber im Doppel bei der Jugend-Europameisterschaft in Ljubljana.[67]

### Sonstiges
- Nach dem Zweiten Weltkrieg spielte man in Deutschland irrtümlich mit einer Netzhöhe von 15,5 cm (statt 15,25 cm). Frankreich machte 1948 den deutschen Funktionär Fritz Rosinus auf diese falsche Netzhöhe aufmerksam, worauf dieser für zukünftige Veranstaltungen die korrekte Netzhöhe veranlasste.[68]
- Der im Zusammenhang mit dem Tischtennissport gebrauchte Begriff „schnellste Rückschlagsportart der Welt“ ist nicht in jeder Hinsicht korrekt. Es gibt Rückschlagsportarten, in denen das Spielgerät noch höhere Maximalgeschwindigkeiten erreicht. So wurde im Badminton ein Schmetterball mit 493 km/h gemessen.[69] Auch beim Tennis können Geschwindigkeiten von über 250 km/h erreicht werden.[70] Beim Tischtennis beträgt die Höchstgeschwindigkeit des Balls etwa 180 km/h. Jedoch ist die Flugzeit des Balles wegen der immer noch hohen Geschwindigkeit und des kurzen Flugweges geringer als bei anderen Sportarten. Sie kann je nach Geschwindigkeit und Abstand der Spieler vom Tisch nur noch 10 bis 30 Hundertstel Sekunden betragen, was sehr kurze verbleibende Reaktionszeiten zur Folge hat.[3]
- Schmetterbälle (als Schüsse bezeichnet) waren früher wegen der Verletzungsgefahr für den Gegner verboten.
- Der bisher (September 2019) größte Rundlauf fand am 5. Juni 2019 in der Düsseldorfer Merkur Spiel-Arena statt. An 105 Tischen spielten 15 Minuten lang 2.074 Kinder und Jugendliche.[71]
- Ein Profispieler verliert während eines Turniers bis zu 3,5 kg Gewicht pro Wettkampftag. Während eines Satzes (mit 11 Punkten) verbraucht er etwa die doppelte Energie eines Leichtathleten, der 100 m in 10,2 s läuft. Bei der Europameisterschaft in Prag 1976 betrug der höchste Gewichtsverlust eines Spielers 8 kg.[72]
- Im Oktober 1954 wurde erstmals ein Tischtenniswettkampf im Fernsehen übertragen. Der Südwestfunk zeigte den Länderkampf Deutschland gegen Schweiz in Baden-Baden.[73]
- 1979 widmete der niederländische Songwriter Herman van Veen dem Tischtennisspiel das Lied "Pingpong Song"[74]
- Noch finden vor allem in den USA, aber auch wieder in Deutschland, sogenannte „Hartbrett-Turniere“ (englisch: hardbat) statt, bei denen nur Schläger mit Noppengummi ohne Schwamm erlaubt sind. Ein legendärer Hardbat-Champion war Marty Reisman, der noch mit 67 Jahren zur absoluten Weltklasse gehörte.
- Seit ca. 2010 entwickelt sich eine weitere Tischtennis-Variante, die den Einfluss des Schlägermaterials und des Spins auf das Spiel minimieren soll. Sie wird in England ping-pong genannt und bekam in Deutschland den Namen Clickball. Hierbei bekommen alle Spieler vom Veranstalter den gleichen einfachen Holzschläger gestellt, der auf beiden Seiten mit feinem Sandpapier belegt ist. Im „Clickball“ werden auch Weltmeisterschaften ausgetragen.
- Eine weitere Variante ist der „4er-Tisch“. Das ist quasi eine Vermischung von Tischtennis mit Tennis. Die Spielfläche besteht aus 4 aneinander gestellten Tischtennistischen (2 × 2). Das Netz ist deutlich höher (32 cm), und die Spielregeln und die Zählweise der Punkte sind leicht anders als beim normalen Tischtennis, ähnlich dem Tennis. Im „4er-Tisch“ werden auch Weltmeisterschaften ausgetragen.
- Als Sommer- und Draußen-Variante entwickelte sich in den 1930er-Jahren das Speckbrettspiel.
- 1989 veröffentlichte der DTTB einen Song namens „Magic Ball“, der bei der TT-WM 1989 in Dortmund als offizielle WM-Hymne fungierte.
- 1991 veröffentlichte der griechische Musiker „Stamatis“ ein Instrumentalstück namens „Ping-Pong“. Zu Beginn des Stückes hörte man nur einen – elektronisch mit Hall unterlegten – Tischtennis-Ballwechsel.
- Joachim Kreck schuf am Schneidetisch einen 14-minütigen Kurzfilm Tischtennis, basierend auf einem Match zwischen Peter Stellwag und Stellan Bengtsson im Oktober 1980. Der Film erschien 1982 und wurde von der Filmbewertungsstelle Wiesbaden mit dem Prädikat Besonders wertvoll ausgezeichnet.[75]
- In den 1950er und 1960er Jahren versuchten die USA und die Volksrepublik China mit „normalen“ diplomatischen Mitteln die Beziehungen zu verbessern; die sogenannten Warschauer Gespräche brachten aber nicht die erhofften Ergebnisse. Zu Hilfe kamen hier schließlich die Tischtennisspieler. Während der Weltmeisterschaften 1971 in Nagoya (Japan) lud China die amerikanischen TT-Spieler nach Peking ein. Diesem Besuch folgten weitere Treffen von hochrangigen Politikern (Nixon 1972), wodurch Spannungen abgebaut und die Beziehungen verbessert wurden. Diese Ereignisse sind unter dem Begriff Ping-Pong-Diplomatie bekannt.
- Der 6. April wurde 2015 zum internationalen Welttischtennistag gekürt.[76][77]

### Medien
Seit der Saison 2023/24 werden alle Spiele der Tischtennis-Bundesliga und des TTBL Pokals im Fernsehsender Dyn übertragen. Um die Spiele zu sehen, benötigt man ein Abonnement, die Höhepunkte der Spiele sind kostenlos auf Youtube zu sehen. Dyn übertrug auch die Spiele mit deutscher Beteiligung der Tischtennis-EM in Malmö vom 14. bis 17. September 2023.

### Philatelie
- Die ersten Briefmarken mit Tischtennismotiv wurden 1949 von Nicaragua herausgegeben.[83] In Deutschland erschien mit der Wertstufe von 120 + 60 die erste Motivmarke am 21. Februar 1985 in Berlin im Rahmen der Serie Für den Sport.[84]
- Die ersten Freistempelabdrucke wurden von der Firma Franz Krebs, Sportartikelfabrik in Hannover-Linden mit dem Text „HANNO Tischtennis“ ab August 1931 verwendet.
- Der erste Sonderstempel der Welt – mit der Abbildung eines Tischtennisschlägers und eines Tischtennisnetzes – wurde im September 1948 in Jizaka/Japan für die nationalen japanischen Meisterschaften verwendet.
- Zu den 25. Tischtennis-Weltmeisterschaften 1959 wurde in Dortmund der erste deutsche Sonderstempel mit Tischtennismotiv vom 27. März – 5. April von der Deutschen Bundespost verwendet.
- Die erste Ansichtspostkarte (farbige Lithografie) aus Deutschland ist aus dem Jahr 1910 bekannt. Abbildung umrahmt mit Jugendstil-Elementen: Ein Mann bekleidet mit einem Frack und eine Frau mit Abendkleid spielen Tischtennis. Text auf der Ansichtspostkarte: The New Table-Tennis. Gesetzlich geschützte federnde Netzspann-Vorrichtung für jeden Tisch passend. A. Sala, Berlin S. W.
- Von der schwedischen Post wurde am 14. März 1985 ein Postwertzeichen herausgegeben, auf dem Jan-Ove Waldner abgebildet ist (Michel-Katalog Nr. 1326). Dieses Postwertzeichen wurde aus Anlass der Tischtennisweltmeisterschaft 1985 in Göteborg zur Ausgabe gebracht.
- Am 27. September 2013 wurde erstmals ein Ausländer mit einer Briefmarke der Volksrepublik China geehrt: Jan-Ove Waldner. Die Marke wurde in zwei Editionen (eine schwedische und eine chinesische) gleichzeitig herausgegeben; am ersten Tag wurden allein in China 3.000.000 Exemplare verkauft.